# Stutthof (KL)
Konzentrationslager Stutthof (Zivilgefangenenlager Stutthof, Sonderlager Stutthof, Arbeitserziehungslager Stutthof) – niemiecki nazistowski obóz koncentracyjny utworzony na anektowanych terenach Wolnego Miasta Gdańska (niem. Freie Stadt Danzig), w miejscowości Sztutowo, 36 km od Gdańska. Funkcjonował od 2 września 1939 do 9 maja 1945. Działał on łącznie 2077 dni.
Stutthof był pierwszym i najdłużej istniejącym niemieckim obozem tego typu na terenach wchodzących aktualnie w skład Polski. W tym czasie przez obóz przeszło około 110 tysięcy więźniów pochodzących z 28 państw. Wśród nich najliczniejszą grupę narodowościową stanowili Żydzi. Natomiast największe grupy państwowe stanowili kolejno Polacy, obywatele Związku Radzieckiego, Węgrzy i Niemcy. Ocenia się, że blisko 65 tys. więźniów zginęło w wyniku chorób, ciężkiej pracy, fizycznego maltretowania oraz niedożywienia.
Na obszarze Okręgu Rzeszy Gdańsk – Prusy Zachodnie (niem. Reichsgau Danzig-Westpreußen) obóz Stutthof stanowił jeden z głównych instrumentów, służących do masowej eksterminacji ludności. W czerwcu 1944 włączono go do realizacji „Ostatecznego rozwiązania kwestii żydowskiej” („Endlösung”), nabrał więc charakteru obozu masowej zagłady. „Dyrektor” obozu na codziennych apelach wspominał, że „jedyna droga do wolności znajduje się w krematorium”. Więźniowie cierpieli głód, a w barakach szalały epidemie, które często prowadziły do śmierci ponad kilkuset osób.
Inne nazwy, których używano w korespondencji z obozem:
- Zivilgefangenenlager Stutthof – Obóz Jeńców Cywilnych Stutthof
- Gefangenen-Sammellager Stutthof – Zbiorczy Obóz Jeńców Stutthof
- Konzentrationslager Stutthof – Obóz koncentracyjny Stutthof
- Gefangenenlager Stutthof – Obóz Jeńców Stutthof

## Położenie obozu
Pod obóz wybrano teren położony daleko od większych skupisk ludzkich, między wsiami: Stegna i Sztutowo. Usytuowany był u nasady Mierzei Wiślanej, na zachód od wsi Sztutowo (Stutthof), przy szosie Gdańsk – Sztutowo. Brukowa szosa łączyła Stutthof z Nowym Dworem Gdańskim (niem. Tiegenhof), a także z Gdańskiem poprzez przeprawę promową w Świbnie. Do wsi dochodziła również kolej wąskotorowa (obecnie ŻKD), która w Nowym Dworze Gdańskim łączyła się z koleją normalnotorową. Ponadto w Stutthofie znajdowała się przystań umożliwiająca kontakt z Gdańskiem i Elblągiem poprzez Zalew Wiślany i kanały.
Teren otoczony był ze wszystkich stron zbiornikami wodnymi: od zachodu Wisłą, od południa i wschodu: Zalewem Wiślanym wraz z siecią kanałów, od północy: Bałtykiem. Obszar obozu zewsząd otoczony był bagnami i torfowiskami, porośnięty gęstym sosnowym lasem, który skutecznie maskował właściwy charakter obozu.

## Budowa i rozbudowa obozu (2 września 1939 – 31 grudnia 1944)
Budowę właściwego obozu rozpoczęto 2 września 1939, kiedy przybył pierwszy transport więźniów. Stały tu już wówczas pierwsze namioty typu wojskowego, rozstawione wokół półhektarowej polanki, pośrodku której znajdowały się prowizoryczna kuchnia, umywalnia i latryna. Więźniowie zostali skierowani do prac przy wycinaniu drzew, karczowaniu lasu, niwelowaniu terenu, zakładaniu dwóch rzędów drutu kolczastego. Potrzebne do budowy dachówki i cegły sprowadzano z cegielni położonej około 1 km od obozu. Transportowano je w wagonikach kolejki wąskotorowej.

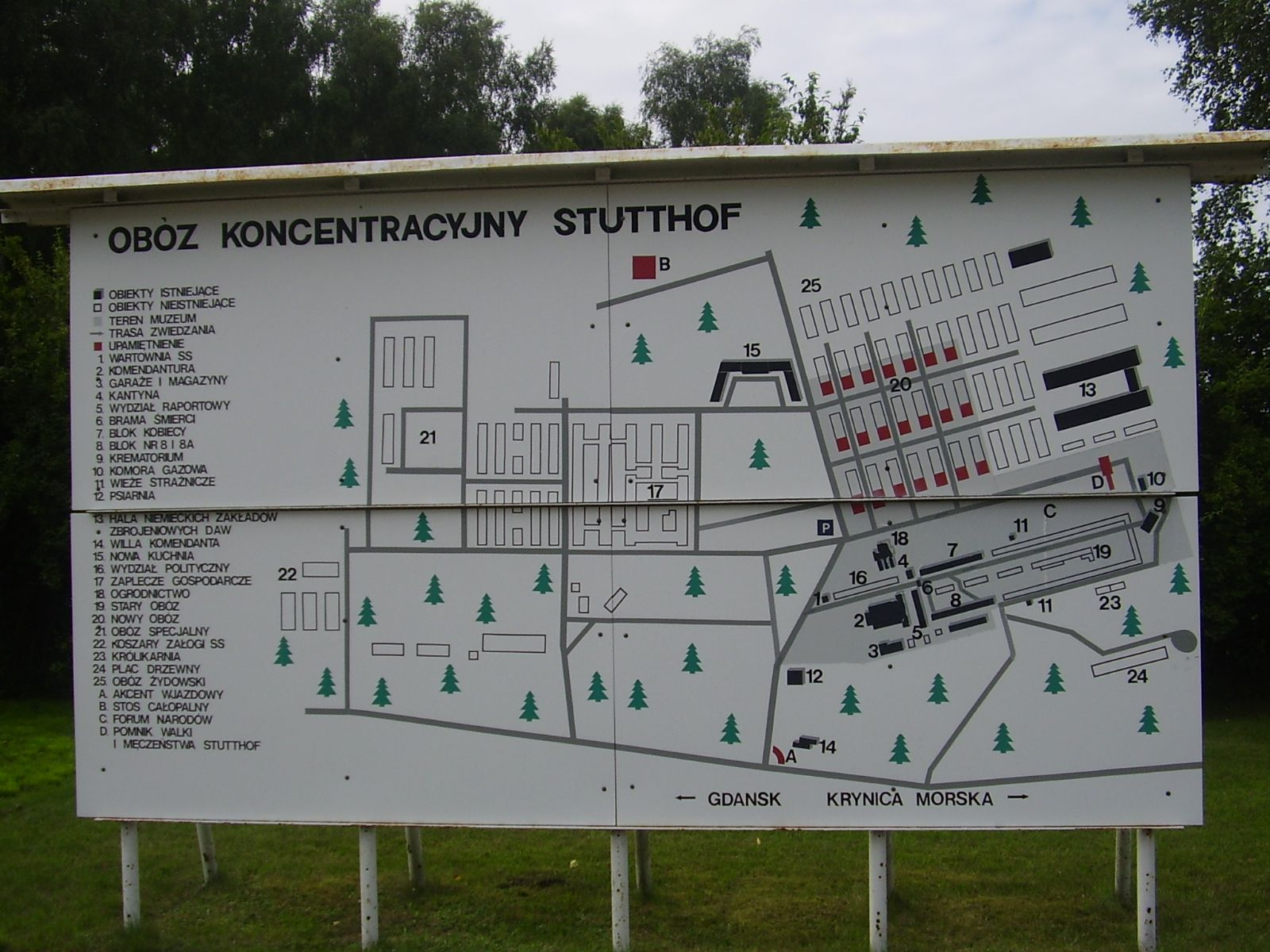
Plan obozu

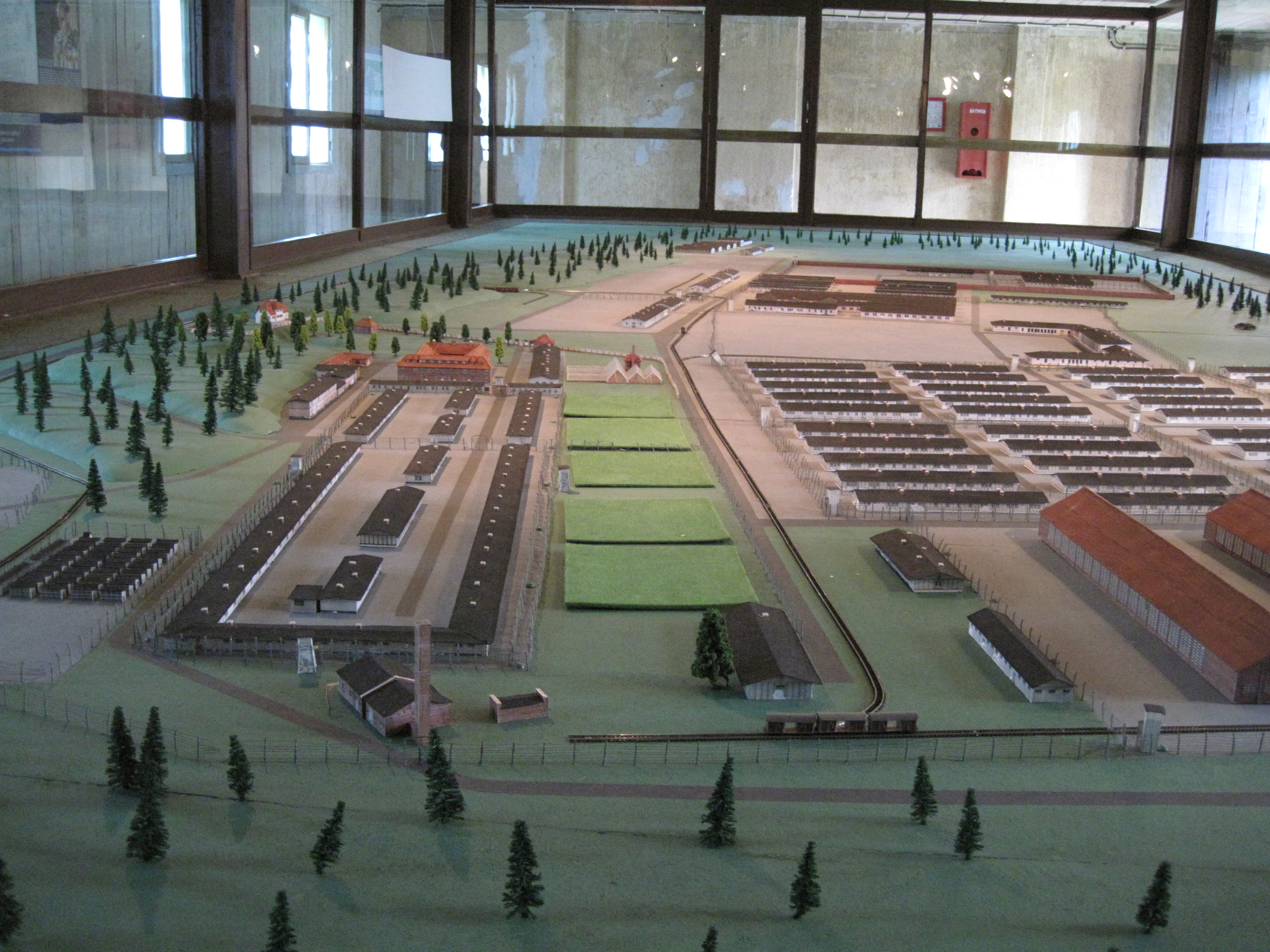
Model obozu

Prace nad powiększaniem obozu były długie i ciężkie, a obóz koncentracyjny miał być większy niż ten w Oświęcimiu. Powodem był brak miejsca na dramatycznie wzrastającą liczbę więźniów.

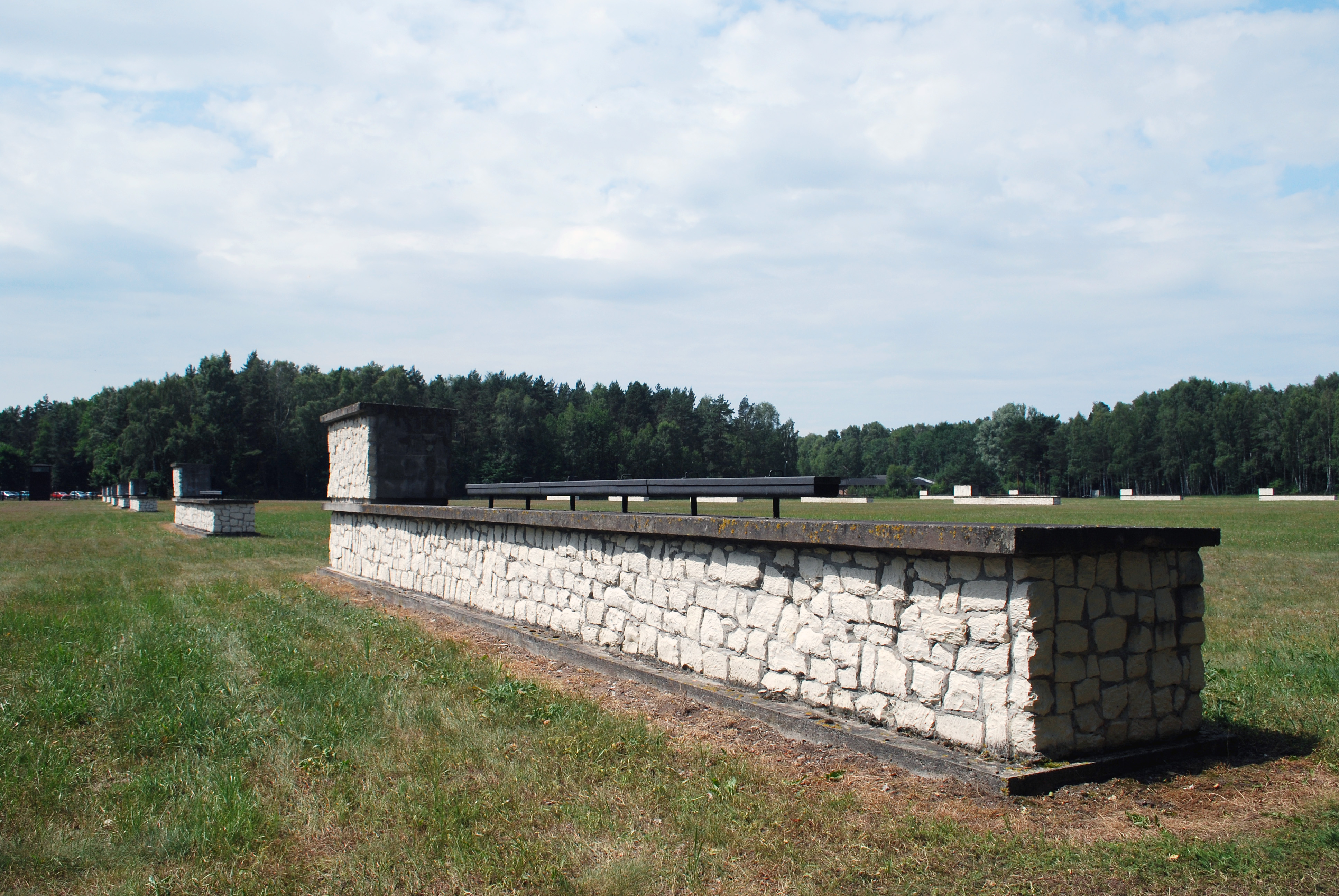
Pozostałości tzw. Nowego Obozu

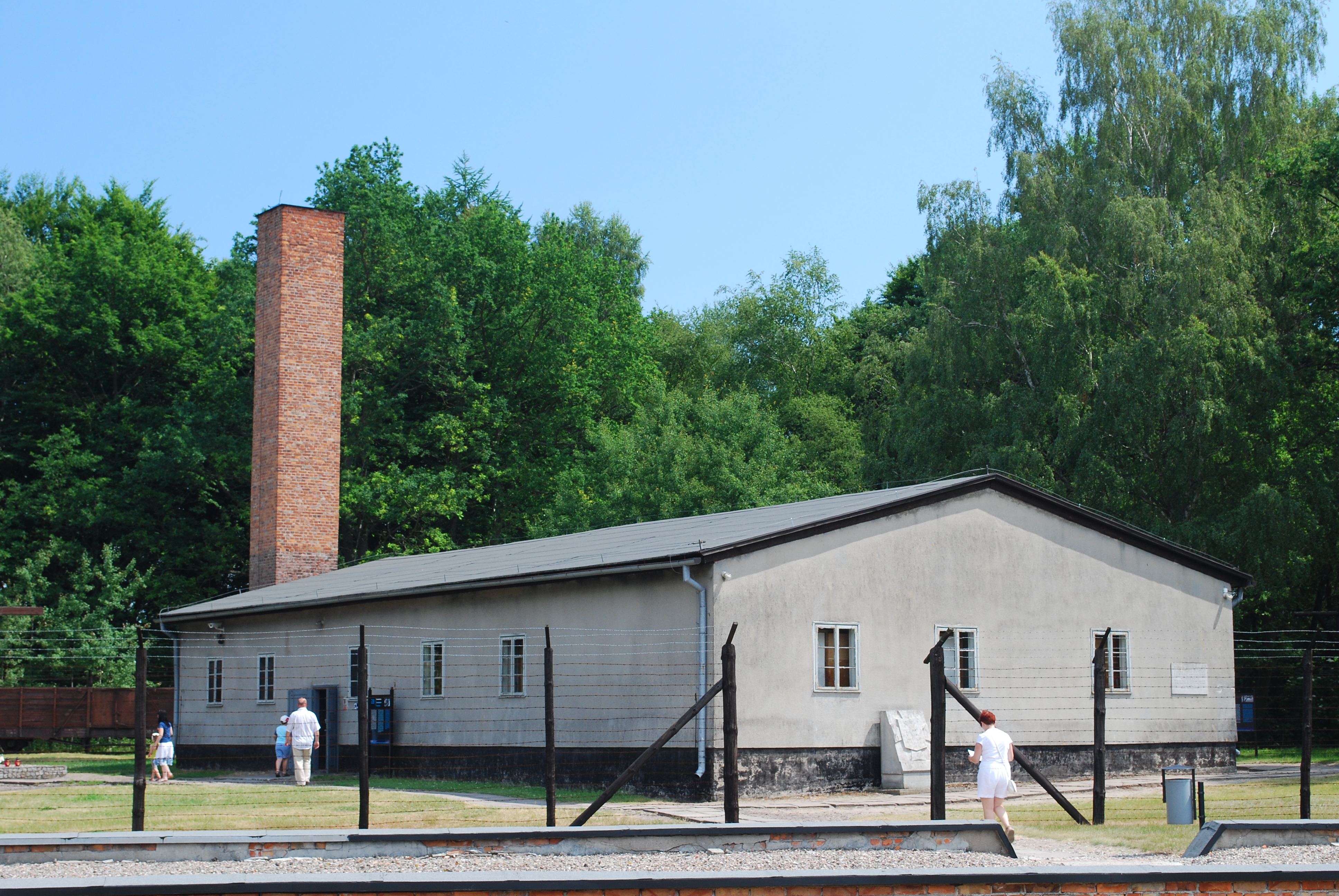
Budynek krematorium

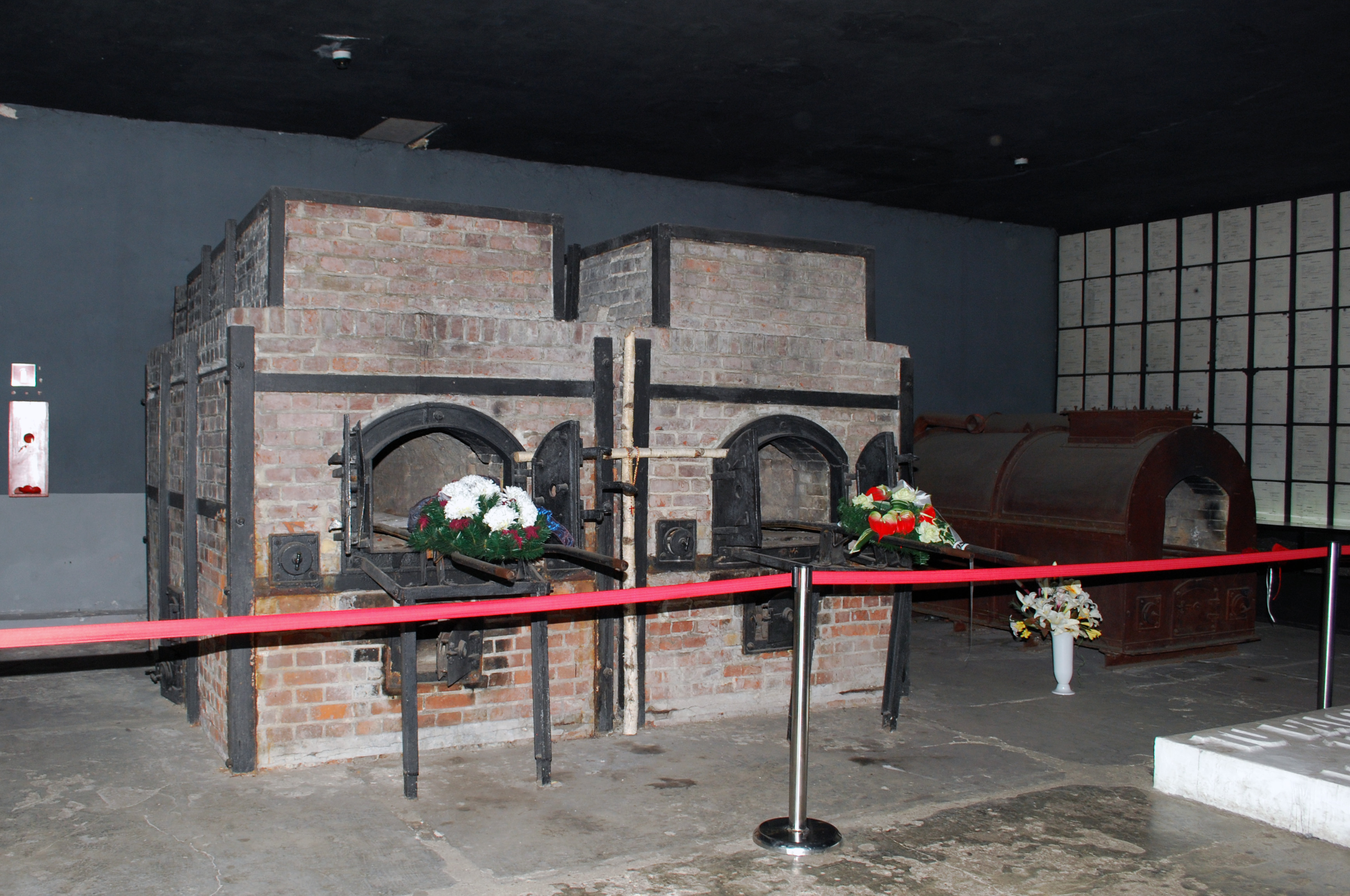
Piece krematoryjne w KL Stutthof

W okresie od 2 września 1939 do maja 1940 na powierzchni około 4 ha postawiono 10 baraków, które później otrzymały nazwę Starego Obozu. Budowano je systemem palowym. Fundamenty często były zastępowane palami metrowej grubości wbijanymi w ziemię. Niektóre baraki ze względu na to, że grunt Starego Obozu był słabo nośny (60 cm poniżej była woda podskórna) stawiano na płytkich palach murowanych. Ściany baraków obijano deskami, ocieplano papą. Linia wysokiego napięcia została założona dopiero w 1942, kiedy przybyła do obozu liczna grupa fachowców elektryków, a nowo budowany obóz ogrodzony miał być płotem pod wysokim napięciem.
Do listopada 1941 w Stutthofie numerowano poszczególne izby, a nie baraki. Izby zajmowane przez więźniów nosiły numery od 5 do 37. W listopadzie wprowadzono numerację poszczególnych bloków za pomocą cyfr rzymskich; baraki w Starym Obozie otrzymały cyfry od I do VIII. Kanalizowano obóz, budowano ustępy i umywalnie w barakach.
W latach 1940–1941 wybudowano siedzibę dla władz SS. Przed bramą obozu postawiono dwa baraki z przeznaczeniem na biura obozowe. Na miejscu Domu Starców wzniesiono gmach komendantury. W gmachu komendantury mieściły się biura obozowe, kasyno, kuchnia dla załogi oraz kwatery dla sztabu SS. W tym samym czasie więźniowie zbudowali murowany budynek wartowni SS, garaże i willę dla komendanta obozu. Tę ostatnią zbudowano obok dawnej leśniczówki, którą rozebrano w 1942, a niedaleko niej stanął budynek psiarni obozowej dla psów SS-mańskich. Ostatnim obiektem wybudowanym w tej części obozu był budynek Politische Abteilung (Wydział polityczny), którego budowę ukończono w 1942.
Stary Obóz został zamknięty wysokim ogrodzeniem z drutu kolczastego. W celu zabezpieczenia się przed ewentualnymi ucieczkami więźniów postawiono wzdłuż ogrodzenia 4 wieżyczki strażnicze z posterunkami SS, wyposażonymi w broń maszynową. Nocą oświetlały one silnymi reflektorami cały teren. Do obozu prowadziła główna brama, zwana „Bramą Śmierci”, nad którą również znajdowała się wieżyczka strażnicza. Część więźniarska Starego Obozu przedzielona była ponadto na dwie części ogrodzeniem z drutu kolczastego i bramą.

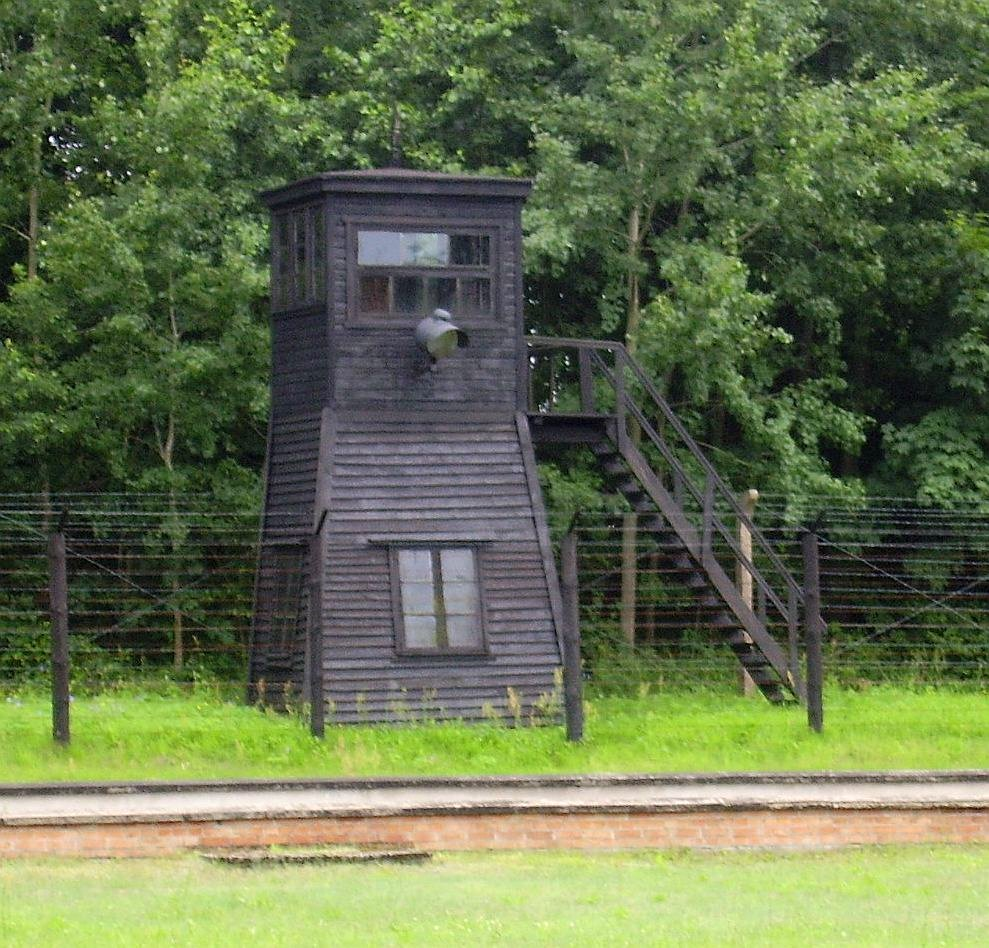
Wieża strażnicza

Poza terenem obozu więźniowie zbudowali chlewnie, oborę, stajnie i klatki dla około 300 królików rasy angora. Ponadto obóz posiadał własną rzeźnię, która zaopatrywała w mięso kuchnię SS-mańską. W czasie budowy obozu wzrastała liczba różnorodnych warsztatów obozowych. Były tam warsztaty: malarski, meblarski, stolarski, elektrotechniczny, kuźnia. Ich funkcjonowanie związane było z powstawaniem coraz to nowych obiektów na terenie obozu, jak również poza nim.
Pierwszą część Nowego Obozu zbudowano w latach 1942–1943. Obóz miał pomieścić 10 000 więźniów. W pierwszej kolejności rozpoczęto budowę 30 baraków na północ od Starego Obozu. Były one stawiane z prefabrykowanych elementów, wykonanych obok obozu na placu budowlanym. Baraki były ustawione w trzech rzędach, po 10 w każdym. Pięć z pierwszego i pięć z drugiego rzędu od strony wschodniej przeznaczono na warsztaty DAW. Były one oddzielone od pozostałych baraków ogrodzeniem, które było podłączone pod wysokie napięcie. Ich budowę zakończono w styczniu 1943. Mieściły się w nich warsztaty: kuśnierski, krawiecki, tkacki, szewski, rymarski, reperacji rowerów. Nie otrzymały one numeracji. Pozostałe, przeznaczone dla więźniów, zostały ponumerowane od I do XX. Barak XI przeznaczony był na kantynę obozową, barak XIV na kwarantannę, barak XVI na tymczasową kuchnię wraz z podręcznym magazynem żywnościowym. Teren nowo wybudowanego obozu otoczono podwójnym ogrodzeniem z drutu kolczastego, przy czym zewnętrzne ogrodzenie znajdowało się pod napięciem 360 V. Na terenie obozu kobiecego w pomieszczeniach dawnej kuchni urządzono pralnię obozową.
Po ustawieniu baraków rozpoczęto budowę dróg, kanalizacji i wodociągów. Wybudowano dwie stacje pomp: jedną na północ, drugą na zachód od obozu. Na wschód od obozu powstała strzelnica, na której sprawdzano karabiny zreperowane przez więźniów. Równolegle z budową Nowego Obozu na zachód od Starego Obozu trwała budowa koszar dla załogi wartowniczej. W lecie 1942 przysłano do obozu piec krematoryjny opalany olejem. Ustawiono go po stronie wschodniej baraku szpitala.
W okresie od 2 września 1939 do końca 1944 obszar obozowy stale się powiększał, 2 września 1939 zajmował powierzchnię 0,5 ha, po wybudowaniu Starego Obozu już około 12 ha, a w grudniu 1944 osiągnął 120 ha.

## Organizacja i struktura obozu

### Komendant obozu (Lagerkommandant)
Komendant obozu używał tytułu: Lagerkommandant. Był on zwierzchnikiem całego obozu, a kierował nim przy pomocy adiutanta i jego biura. Komendantowi podlegała cała załoga i wszyscy więźniowie. Reprezentował władze obozu na zewnątrz. Służbowo podporządkowany był inspektorowi obozów koncentracyjnych. Podpisywał najważniejszą korespondencję wychodzącą z obozu, również tajną i poufną. W przypadku wyjazdu służbowego lub urlopu dłuższego niż 24 godziny komendant, po uzyskaniu zgody Inspektoratu, rozkazem upoważniał innego oficera do zastępstwa. Komendant KL Stutthof stałego zastępcy nie posiadał.
Komendantami obozu byli:
- SS-Hauptsturmführer Max Pauly (2 września 1939 – 31 sierpnia 1942). Po przejęciu Stutthofu przez Inspektorat funkcję komendanta powierzono dotychczasowemu szefowi obozu, SS-Sturmbannführerowi Maxowi Pauly’emu. Pozostawał on na tym stanowisku do 31 sierpnia 1942, a następnie został przeniesiony na stanowisko komendanta obozu koncentracyjnego Neuengamme koło Hamburga, które sprawował do 1945.
- SS-Sturmbannführer Paul Werner Hoppe (wrzesień 1942 – maj 1945). Uchodził za doświadczonego oficera SS-Totenkopfverbände, bowiem od 1937 do 1941 był członkiem załogi obozu koncentracyjnego w Dachau. Funkcję komendanta Stutthof pełnił do maja 1945, mimo że 4 kwietnia tego roku wraz z większością załogi udał się drogą morską do KL Ravensbrück. W Stutthofie pozostał dowódca 3 kompanii wartowniczej SS-Hauptsturmführer Paul Ehle wraz z częścią załogi SS-mańskiej. Zadaniem jego było przeprowadzenie ewakuacji pozostałych jeszcze w obozie więźniów.

### Wydział I – Komendantura (Kommandantur)

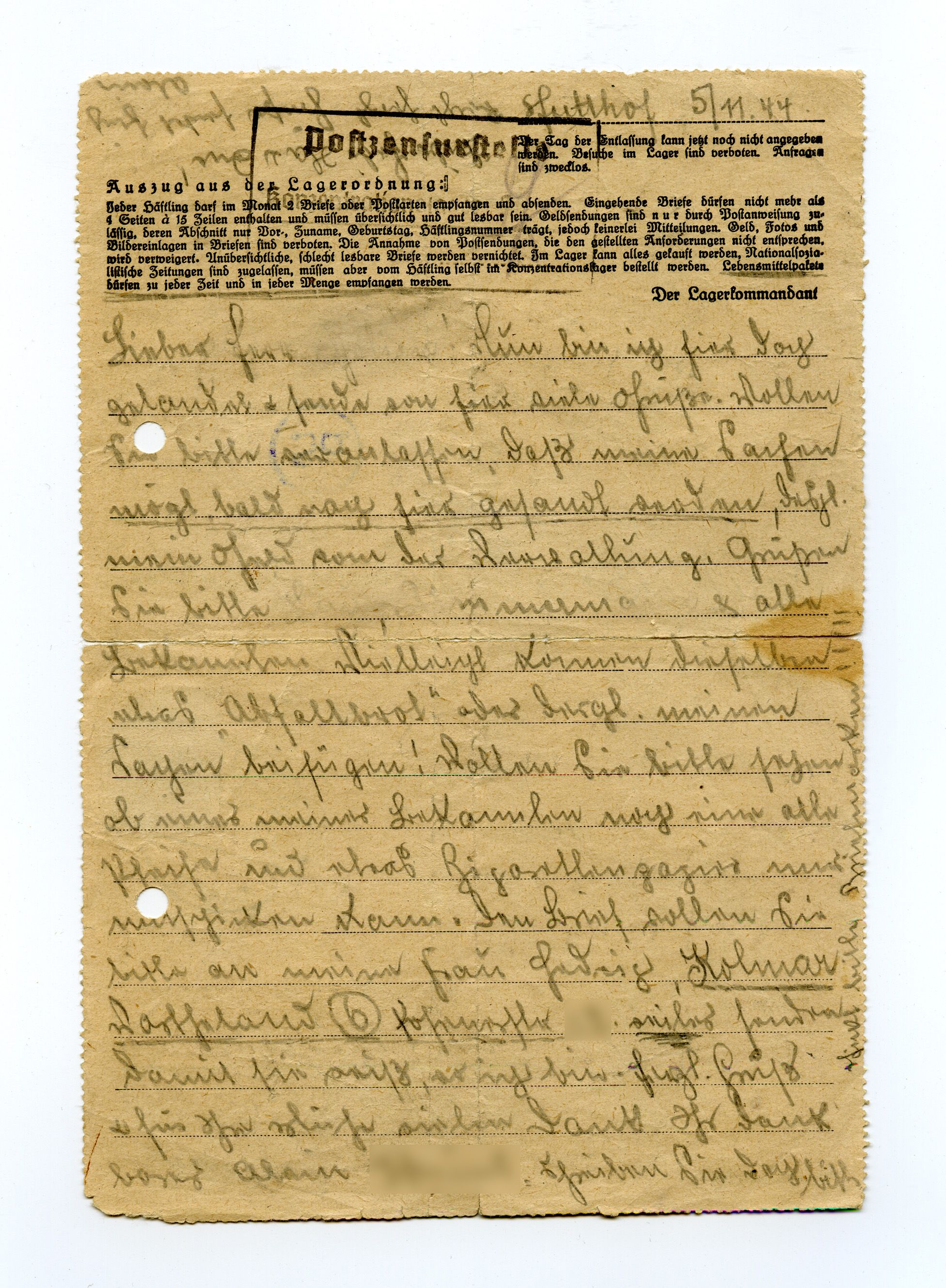
List z KL Stutthof, listopad 1944

Wydział I składający się z kilku komórek organizacyjnych odgrywał rolę sztabu komendanta obozu. Kierownikiem tego wydziału był adiutant. Prowadził on kancelarię komendanta obozu Stutthof. Przez jego ręce przechodziła cała korespondencja przychodząca i wychodząca z obozu, wiele pism podpisywał w imieniu lub z upoważnienia komendanta. Przygotowywał codzienne raporty dla komendanta o wydarzeniach w obozie, opracowywał zarządzenia i rozkazy oraz czuwał nad ich prawidłową realizacją. Adiutantowi podlegał cały personel I i VI wydziału.
Adiutantami w Stutthofie byli:

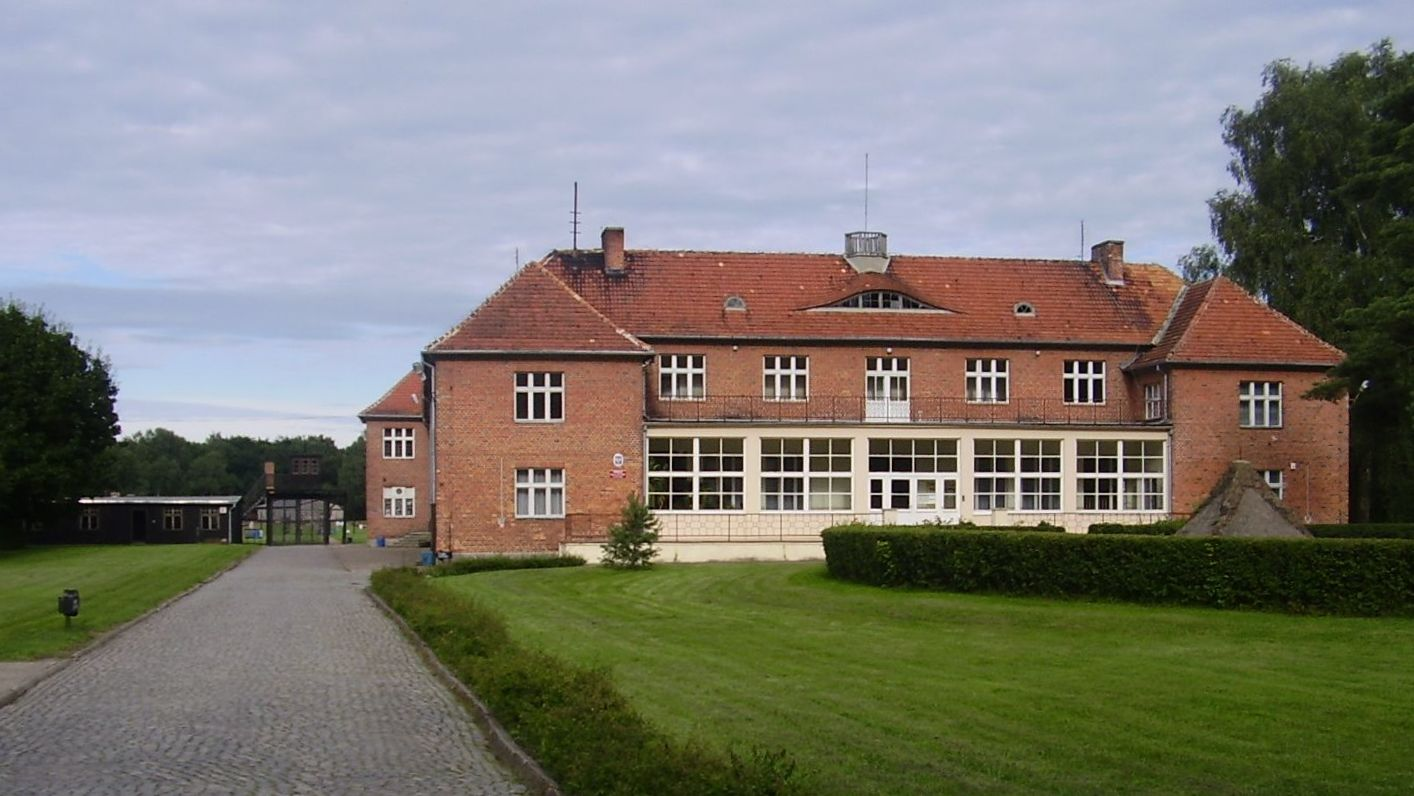
Budynek komendantury

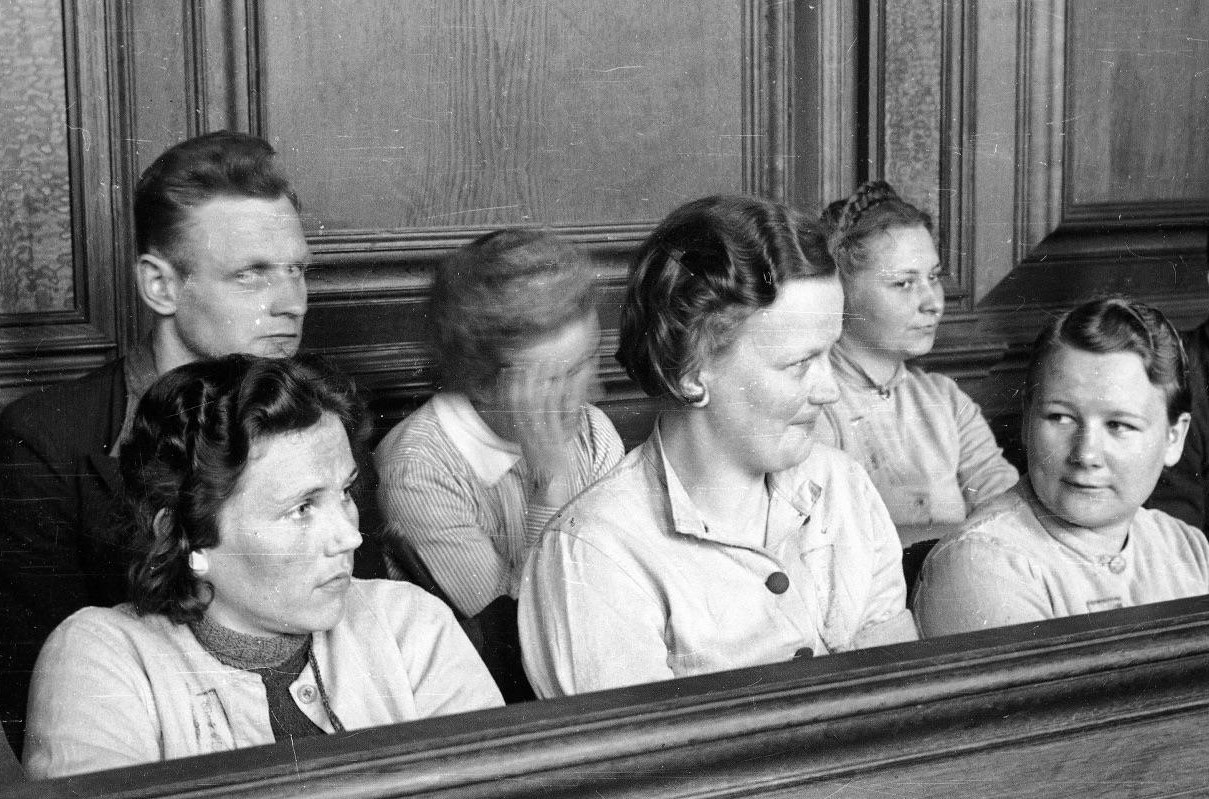
Jenny-Wanda Barkmann wśród żeńskiego personelu obozowego – SS-Aufseherin z obozu Stutthof (KL) – w powojennym procesie w 1946 w Gdańsku

- SS-Obersturmführer Erich Müller (od stycznia 1942 do 14 grudnia 1943)
- SS-Untersturmführer Walter Unger (od 15 grudnia 1943 do 15 czerwca 1944)
- SS-Oberscharführer Josef Stahl (od 15 czerwca 1944 do 4 kwietnia 1945)

W skład wydziału wchodziły komórki organizacyjne:
Służba bezpieczeństwaOdpowiedzialna była za stan zabezpieczenia obozu, porządek w obozie i na kwaterach załogi, za stan zabezpieczenia magazynów i warsztatów. Kontrolowała także SS-manów w czasie pełnienia służby w obozie, konwojowania i podczas pracy więźniów. Oprócz służby bezpieczeństwa, która odgrywała rolę jednostki kontrolnej, znajdowała się w sztabie komendanta komórka rzeczywistej służby bezpieczeństwa. 27 października 1944 utworzono nowy oddział nazwany: Wydział IA Oficer Sztabu (Abteilung I A Führer Bem Stabe), pod kierownictwem przysłanego z Berlina SS-Hauptsturmführera Kinne. Używał on tytułu: Pełnomocnik Abwehry dla KL Stutthof (niem. Abwehrbeaufragte für KL Stutthof)
ŁącznośćKomórka ta zapewniała połączenie władz obozu z władzami zwierzchnimi drogą radiową, telegraficzną, dalekopisową, telefoniczną i listowną. Obsługiwała także łączność wewnątrz obozu. W tym dziale – z wyjątkiem poczty obozowej – więźniowie nie byli zatrudniani. Poczta obozowa, którą kierował SS-Oberscharführer Artur Plato, zajmowała się przyjmowaniem, segregowaniem i wysyłką całej korespondencji przychodzącej i wychodzącej zarówno władz obozów, jak i więźniów. Plato był także głównym cenzorem listów wysyłanych przez więźniów na drukach kupowanych w obozowej kantynie.
Służba transportowaZabezpieczała potrzeby obozu w zakresie transportu. Obóz posiadał własne samochody osobowe i transportowe oraz motocykle. Kierowcami byli SS-mani, w garażach zatrudniano więźniów.
Oddział personalny SSProwadził wszystkie sprawy personalne załogi SS obozu.
Magazyn broniPrzechowywano w nim broń i amunicję dla potrzeb załogi obozu, prowadzono ewidencję, konserwację i drobne naprawy.
Sąd SSBył sądem honorowym i zajmował się drobnymi, porządkowymi wykroczeniami członków załogi SS obozu. Poważniejsze sprawy kierowane były do sądu SS w Gdańsku. Sędziami w Stutthofie byli oficerowie z załogi obozu. Dokumentację prowadził SS-Oberscharführer Alfons Glass.
KantynaW Stutthofie były dwie kantyny: jedna dla załogi, gdzie SS-mani mogli kupować towary za pieniądze, druga dla więźniów, którzy posiadane bony mogli wymieniać na papier listowny, znaczki pocztowe, przybory toaletowe i nieliczne produkty żywnościowe. Bony były wydawane na podstawie kont pieniężnych posiadanych przez więźniów. Składały się na nie depozyty pieniężne, odebrane przy przyjmowaniu do obozu, oraz pieniądze otrzymane z domu. Drugim źródłem uzyskania bonów były zakłady DAW, gdzie za wykonanie normy premiowano więźniów bonami o wartości ½–1 RM. Kierownikiem kantyny był przez cały czas SS-Oberscharführer Richard Akolt.

### Wydział II – Polityczny (Politische Abteilung)
Wydział polityczny kierowany był przez etatowego pracownika Gestapo oddelegowanego przez placówkę w Gdańsku. Oprócz dyrektyw z macierzystej placówki otrzymywał on polecenia od swego bezpośredniego zwierzchnika – komendanta obozu oraz referatu politycznego Inspektoratu Obozów Koncentracyjnych oznaczonego DIa. Pozostali pracownicy wydziału byli członkami załogi Stutthof. Kierownik wydziału na polecenie placówek Gestapo przesłuchiwał więźniów przebywających w obozie, był także obecny przy przesłuchaniach przez przedstawicieli Gestapo z Gdańska.
Do wydziału politycznego trafiały i tu były przechowywane listy transportowe przybywających więźniów wraz z dokumentami nakazującymi osadzenie w obozie. Na ich podstawie zakładano obozowe akta personalne. W wydziale politycznym sporządzano listy więźniów przenoszonych do innych obozów. O śmierci więźnia zawiadamiano placówkę Gestapo lub Kripo kierującą więźnia do obozu oraz rodzinę zmarłego, ale tylko w przypadku, kiedy zamieszkiwała na terenie Rzeszy lub ziem do niej wcielonych. Zgłaszano również nazwiska zmarłych więźniów do Urzędu Stanu Cywilnego we wsi Sztutowo, który wystawiał tzw. Sterbeurkunde. W skład wydziału wchodziła służba rozpoznawcza (Erkennungsdienst) prowadząca akta osobowe oraz wykonująca zdjęcia więźniów. Zasadniczo akta personalne więźniów Stutthof nie zawierały obowiązkowych w innych obozach koncentracyjnych zdjęć (robiono je jedynie na żądanie placówki kierującej więźnia do obozu). Na kwestionariuszu personalnym więźnia znajdował się odcisk jego palca.
Kierownikami wydziału politycznego w Stutthofie byli:
- SS-Sturmscharführer und Kriminal-Sekretär Fischer – (data objęcia funkcji nieznana) w dokumentach występuje od 26 września do 6 listopada 1942
- SS-Sturmscharführer und Kriminal-Sekretär Friedrich Mahlstadt – w dokumentach występuje po raz pierwszy 18 lutego 1943, był do 8 maja 1944
- SS-Hauptscharführer und Kriminal-Sekretär Bruno Bark – od 8 maja do 5 czerwca 1944
- SS-Untersturmführer und Kriminal-Sekretär Erich Thum – od 6 czerwca 1944 do 4 kwietnia 1945.

### Wydział III – Obóz (Schutzhaftlager)
Kierownik tego wydziału nosił tytuł służbowy I Schutzhaftlagerführer, a jego zastępca II Schutzhaftlagerführer. Kierownikowi podlegali wszyscy więźniowie osadzeni w obozie męskim, kobiecym, żydowskim, w Germanenlager i w Sonderlager. Był on odpowiedzialny za zakwaterowanie więźniów, zatrudnienie (kierował biurem przydziału pracy Arbeitseinsatz), nadzorował wykonywanie kar i wyroków śmierci. Podlegał mu bezpośrednio Rapportführer, który był odpowiedzialny za porządek i prowadzenie ewidencji statystycznej obozu, jako że w biurach wydziału prowadzone były kartoteki więźniów (Häftlingspersonalkarte) i księgi ewidencyjne. Przy pomocy więźniów sporządzane były dwa razy dziennie raporty o stanie liczebnym obozu. Rapportführer prowadził dwa razy dziennie apele – rano i wieczorem, na których sprawdzano liczbę więźniów i porównywano ją ze stanem ewidencyjnym. Raportführer miał do pomocy kierowników poszczególnych bloków – Blockführerów oraz SS-Aufseherinnen, które nadzorowały kobiety w obozie. Do ich zadań należało pilnowanie porządku i umieszczanie w bloku nowych więźniów, nadzorowanie ich w czasie wydawania posiłków, paczek oraz składanie meldunku o stanie w czasie apelu.

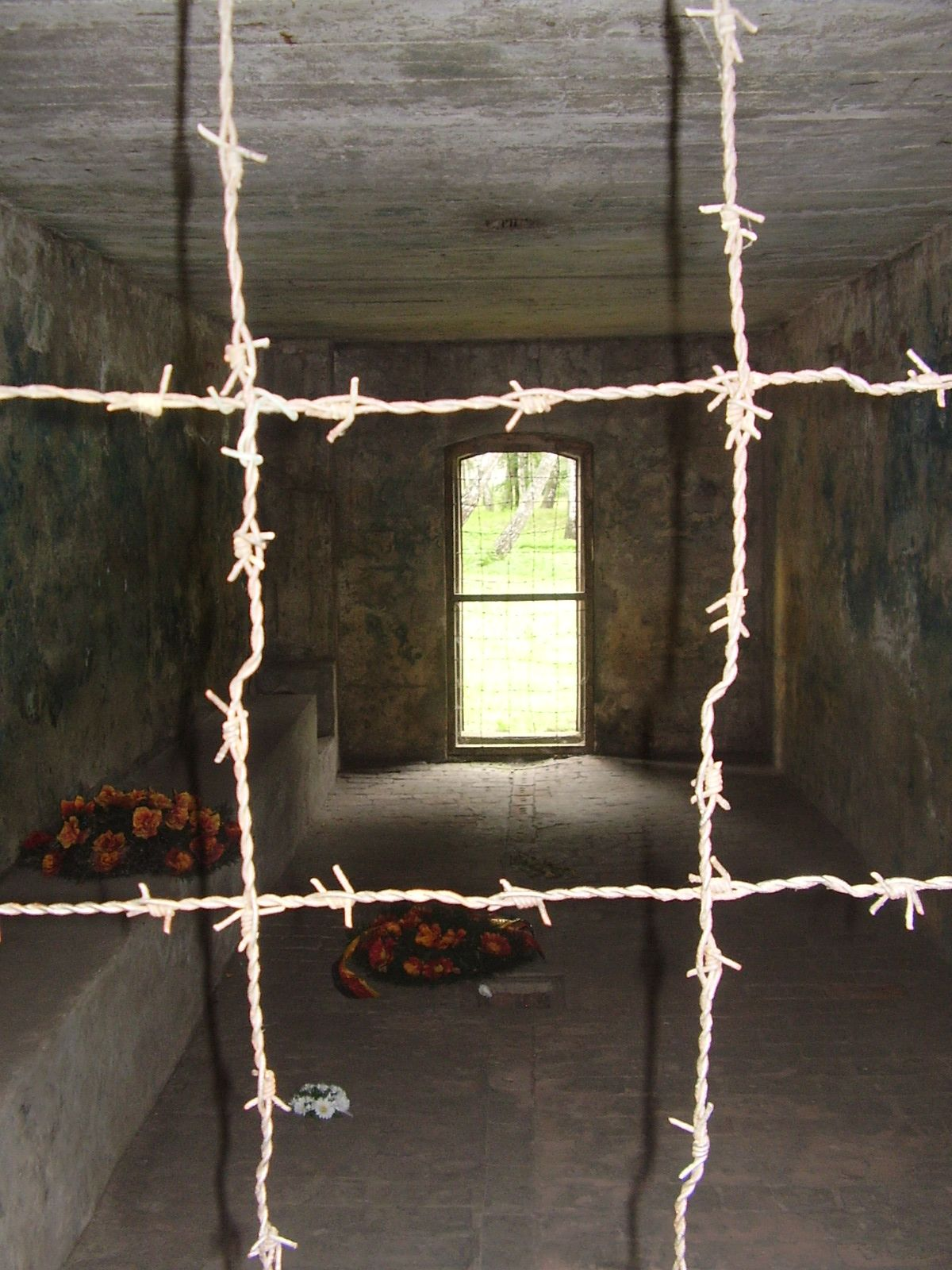
Wnętrze komory gazowej

Kobiety przebywające w barakach w Starym Obozie były pilnowane przez nadzorczynie SS przybyłe z obozu w Ravensbrück. Najbardziej znane z nich to Anna Kopp, Hildegarda Ziegler, Herthe Bothe (przybyłe 21 listopada 1942), Holenderka Ria Jorink, Orlovius (przybyłe w latach 1943–1944).
- Germanenlager. Obóz ten podlegał bezpośrednio Teodorowi Meyerowi. Zbudowano go już w 1943 koło cegielni z przeznaczeniem na obóz karny dla SS. Po przybyciu do Stutthof policjantów norweskich, którzy odmówili współpracy z prohitlerowskim rządem Vidkuna Quislinga, obóz ten przeznaczono dla nich. Osadzając Norwegów w lepszych warunkach niż pozostałych więźniów, a także wyłączając ich z obowiązku codziennej pracy, władze hitlerowskie liczyły, że zgodzą się oni na współpracę. Proponowano im między innymi służbę w załodze wartowniczej obozu Stutthof, nikt jednak nie wyraził na to zgody. W obozie przebywało od 9 stycznia 1944 265 policjantów norweskich, do których 13 stycznia dołączono dalszych 17. Więźniów tych pilnowało kilku kierowników bloków oraz 10 wachmanów. Obóz istniał do 27 stycznia 1945, kiedy to część więźniów przeniesiono do Nowego Obozu, a część do obozu pracy w Mikoszewie.
- Sonderlager. Obóz ten zbudowany został w ciągu jednego miesiąca, w lipcu 1944. Funkcjonować zaczął w sierpniu tego roku. Przeznaczono go dla więźniów specjalnych, izolowanych od innych. Obóz został zlikwidowany w końcu stycznia 1945, a jego więźniowie ewakuowani do KL Buchenwald i KL Mauthausen-Gusen.

Obsadę personalną obozu stanowili:
- I Schutzhaftlagerführer – SS-Hauptsturmführer Theodor Meyer – od 30 maja 1942 do 4 kwietnia 1945
- II Schutzhaftlagerführer – SS-Obersturmführer Alfred Driemel – od 31 maja 1942 do wiosny 1943 (w czerwcu 1943 nie było go w Stutthofie)
- SS-Hauptsturmführer Ernest Sette – od 3 lipca 1944 do 4 kwietnia 1945
- I Rapportführer – SS-Unterscharführer Leopold Wanniger – od stycznia 1942 do 28 grudnia 1942
- SS-Oberscharführer Otto Kaiser – od 28 grudnia 1942 do 2 lutego 1943
- SS-Oberscharführer Arno Chemnitz – od 2 lutego 1943 do 4 kwietnia 1945
- II Rapportführer – SS-Oberscharführer Arno Chemitz – od 16 grudnia 1942 do lutego 1943
- Kupfer (z Wehrmachtu) od połowy 1944

- Biuro zatrudnienia III a. Biuro przydziału pracy dla więźniów (Arbeitseinsatz) podlegało z jednej strony I Schutzhaftlagerführerowi, z drugiej zaś szefowi urzędu D I w WAHA. Zajmowało się ono prowadzeniem kartotek więźniów według zawodów, na podstawie których przydzielano ich do poszczególnych komand zgodnie z zapotrzebowaniem władz obozu, zakładów DAW, SS-Bauleitung, firm prywatnych. Często jednak przydzielano do pracy, nie zważając na posiadany zawód. Szef tego biura, używając tytułu Arbeitseinsatzführer, odpowiedzialny był za maksymalne zatrudnienie więźniów oraz wydajność ich pracy. W wydziale tym sporządzane były listy więźniów kierowanych do pracy w podobozach.

Arbeitsatzführerami w Stutthofie byli:
- SS-Obersturmführer Alfred Dittman – od stycznia do 31 maja 1942
- SS-Oberscharführer Hans Brunet – od 31 października 1942 do przełomu czerwca i lipca 1943
- SS-Unterscharführer Heinz Singel od przełomu czerwca i lipca 1943 do 4 kwietnia 1945.

### Wydział IV – Administracyjno-Gospodarczy (Verwaltung)
W skład wydziału wchodziły następujące komórki organizacyjne:
- Kasse – prowadzenie księgowości obozu, dokonywanie wypłat żołdu itd.
- Verpflegung – zaopatrywanie obozu w żywność, tak więźniów, jak i załogi, prowadzenie kuchni
- Unterkunftverwaltung – sprowadzanie, magazynowanie i wydawanie dla załogi SS mundurów, obuwia itp.
- Häftlingsbekleidung – zaopatrywanie więźniów w ubrania, obuwie, narzędzia pracy itd.
- Häftlingseigentum – komórki, które przechowywały depozyty więźniów (rzeczy odebrane przy przyjmowaniu do obozu), prowadziły kartotekę depozytów pieniężnych, magazyn kosztowności odebranych więźniom, które sukcesywnie przekazywano do Berlina.

Kierownikowi wydziału podlegały też warsztaty szewski i krawiecki pracujące na potrzeby obozu, fryzjer obozowy, ogrodnik oraz inżynier obozowy, który odpowiadał za stan techniczny wszystkich urządzeń obozu.
Kierownikami wydziału gospodarczo-administracyjnego byli:
- SS-Obersturmführer Engelbrecht von Bonim (styczeń 1942 – 31 października 1943)
- SS-Hauptsturmführer Wilhelm Vogel (1 listopada 1943 – 30 maja 1944)
- SS-Hauptsturmführer Engelbrecht von Bonim (30 maja 1944 – 4 kwietnia 1945)

### Wydział V – Lekarz obozowy (Lagerarzt)
Kierownikiem wydziału V był naczelny lekarz obozu używający także tytułu: I Lagerarzt. Podlegał on w sprawach organizacyjnych komendantowi obozu, w sprawach fachowych zaś wydziałowi sanitarnemu Inspektoratu D III. Stąd otrzymywał lekarstwa i sprzęt, a także wytyczne odnośnie do działalności sanitarnej w obozie. Wydział ten kierował także personel lekarski i sanitarny do Stutthofu. Jak świadczą dokumenty, właśnie z Inspektoratu naczelny lekarz obozu otrzymywał zezwolenie na uśmiercanie w komorze gazowej słabych i chorych więźniów.
Do obowiązków lekarza obozu oprócz prac administracyjnych, należało kierowanie działalnością poszczególnych komórek szpitala obozowego. Odpowiadał on za stan sanitarny obozu, czuwał nad stanem zdrowia załogi SS-mańskiej. Czasami też przyjmował chorych więźniów, leczył i operował, wizytował szpital dla więźniów, przeprowadzał selekcje, kierując słabych i chorych do komory gazowej. Był obecny w czasie wszystkich egzekucji na terenie Stutthofu. Najczęściej też podpisywał akty zgonu więźniów.
Naczelnymi lekarzami KL Stutthof byli:
- dr Otto (1 listopada 1941 – 30 kwietnia 1942)
- SS-Hauptsturmführer dr Otto Heidl (28 kwietnia 1942 – 4 kwietnia 1945)

Do lekarza obozowego należały też sprawy związane z chowaniem zmarłych więźniów. Do września 1942 ciała zmarłych więźniów chowano w masowych grobach na cmentarzu na Zaspie w Gdańsku. Od września 1942 były spalane w krematorium obozowym, którym kierował SS-Unterscharführer Hans Rach (w marcu 1945 pomagał mu SS-Unterscharführer Fritz Peters). Obsługą pieców zajmowali się więźniowie.

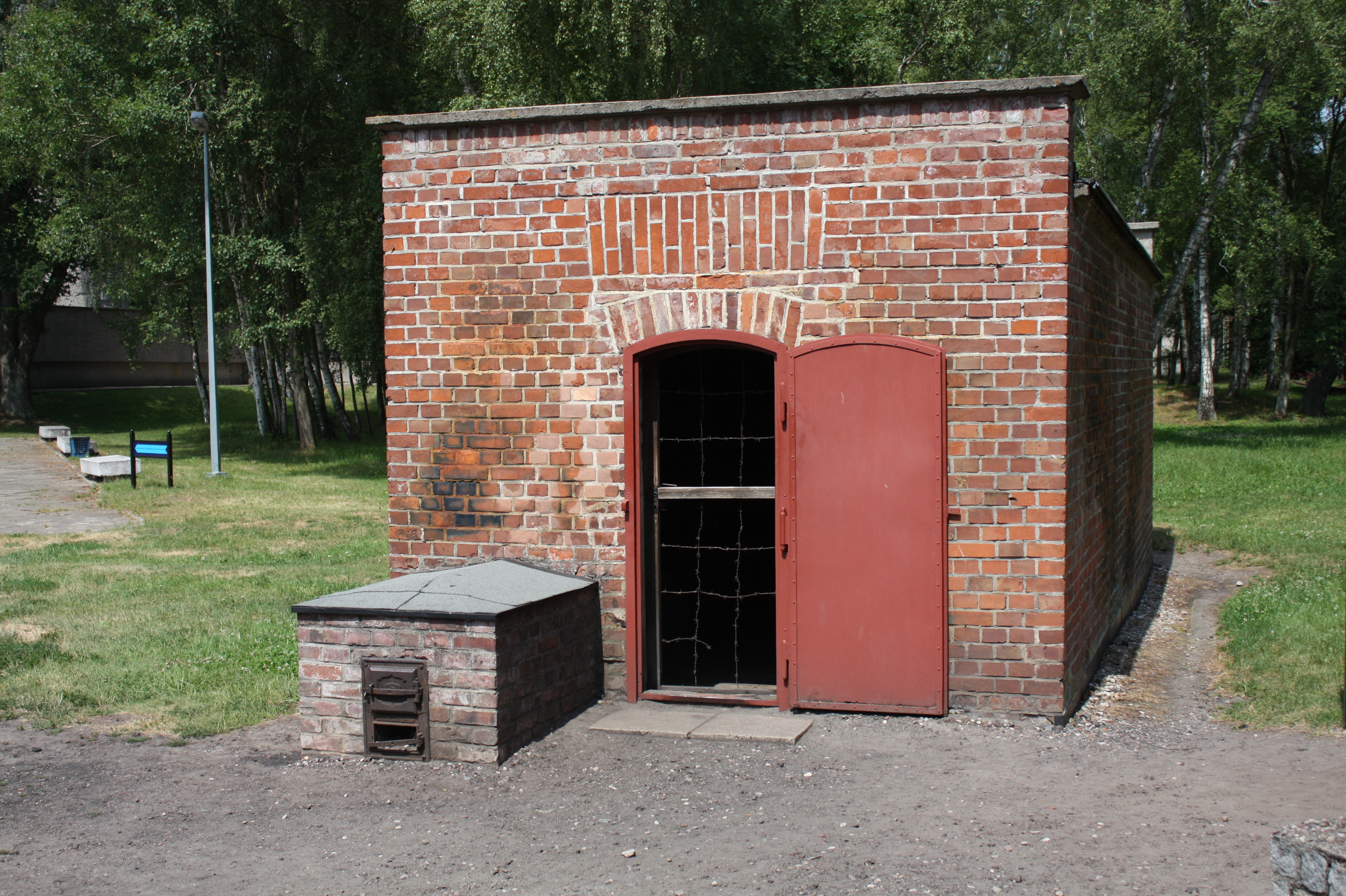
Komora gazowa

Komora gazowa w Stutthofie zaczęła działać na przełomie czerwca i lipca 1944. Za pomocą cyklonu B uśmiercono tam około 4000 więźniów, głównie chore i słabe Żydówki. O skierowaniu więźnia do komory gazowej decydował lekarz obozowy przeprowadzając selekcje. W komorze gazowej uśmiercono także grupę więźniów skazanych przez sądy niemieckie na karę śmierci. Wrzucaniem cyklonu B przez otwór w suficie najczęściej zajmował się SS-Unterscharführer Otto Knott, odpowiednio przeszkolony w czasie pobytu w obozie na Majdanku sanitariusz w szpitalu obozowym.
W skład wydziału V wchodziły: apteka, która zaopatrywała szpital obozowy w lekarstwa, a także szpital dla SS, krematorium, komora gazowa i szpital dla więźniów.
- Szpital dla SS (Truppenrevier). Składał się z izby przyjęć, ambulatorium oraz sali dla chorych; od 1943 mieścił się w koszarach załogi. Opiekę nad szpitalem sprawowali wszyscy lekarze SS przebywający w Stutthofie. Obsługą szpitala zajmowali się sanitariusze SS-mani oraz jeden z więźniów, wykonujący prace pomocnicze. Szpitalowi podlegali podoficerowie sanitarni poszczególnych kompanii wartowniczych.
- Gabinet dentystyczny (Zahnstation). Powstał 15 listopada 1941 z chwilą przybycia do Stutthofu pierwszego lekarza dentysty, który miał do pomocy techników dentystycznych SS-manów oraz kilku więźniów. Do zadań dentysty obozowego należała opieka nad załogą SS oraz nad więźniami. W wypadku więźniów opieka ograniczała się do usuwania chorych zębów, leczenie zębów podejmowane było jedynie u więźniów funkcyjnych i specjalnych. Dentysta obozowy prowadził także ewidencję SS-manów i więźniów posiadających złote zęby. W wypadku śmierci więźnia zęby takie były usuwane i przetapiane, a następnie przekazywane do magazynu w wydziale IV.
- Szpital dla więźniów – męski (Krankenbau). Zwany był: Krankenbau, Häftlingskrankenbau, Häftlingsrevier, a przez więźniów rewirem. Mieścił się on w Starym Obozie i składał się z izby przyjęć, ambulatorium, gdzie przyjmowano chorych więźniów, sali operacyjnej oraz właściwego szpitala, podzielonego na oddziały: wewnętrzny, chirurgiczny, zakaźny, gruźliczy. W skład personelu Krankenbau wchodzili SS-mani-lekarze oraz przeszkoleni sanitariusze nadzorujący pracę więźniów również zatrudnionych w szpitalu. Wielu SS-manów było odpowiedzialnych za uśmiercanie chorych poprzez zastrzyki dosercowe, jak również topienie w wannach łaźni szpitalnej. Podlegali oni szefowi administracyjnemu szpitala, którym od grudnia 1939 do 7 sierpnia 1944 był SS-Hauptscharführer Otto Haust, od 11 lipca 1944 do 1945 SS-Unterscharführer Gottlieb Schmidt. Szefowi administracyjnemu podlegał cały zatrudniony w szpitalu personel więźniarski: lekarze, sanitariusze, pisarze, fryzjer, palacz. Bezpośrednią opiekę nad chorymi sprawowali więźniowie-lekarze oraz sanitariusze. Pisarze prowadzili dokumentację szpitalną oraz potrzebną statystykę.

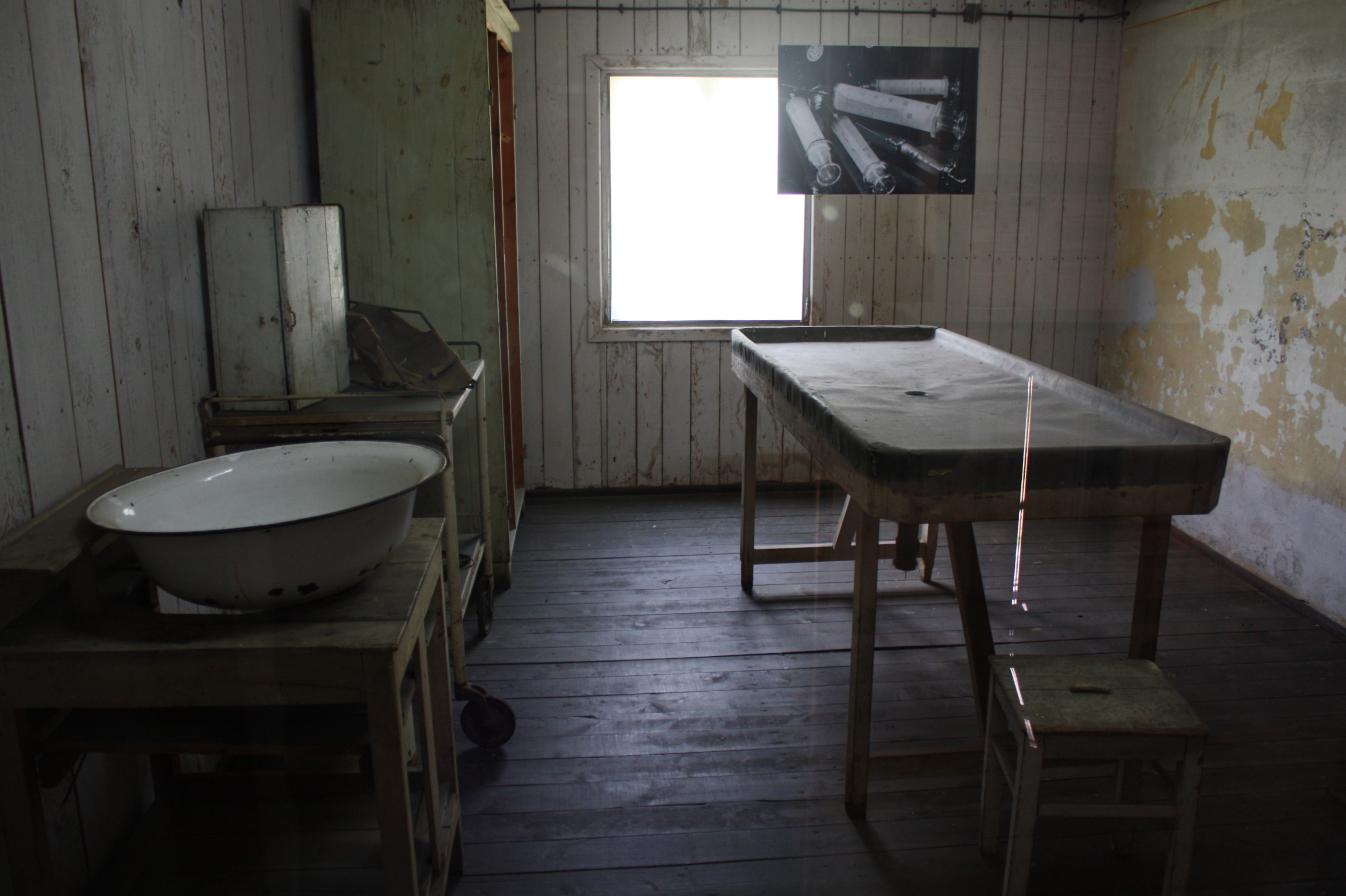
Gabinet zabiegowy w Baraku Kobiecym (Blok I w tzw. Starym Obozie)

- Izba chorych dla kobiet (Krankenstube). Była filią głównego szpitala i zajmowała pomieszczenia w bloku kobiecym (blok I) w Starym Obozie. Obsługiwał go personel Krankenbau, któremu pomagały dwie sanitariuszki-salowe z bloku kobiecego. Druga izba chorych dla kobiet od jesieni 1944 funkcjonowała w bloku 25. Nowego Obozu.
- Szpital dla więźniów – żydowski (Judenkrankenabau). Przez więźniów zwany krótko Stinksaal lub „wykańczalnią”. Mieścił się w bloku 30. i organizacyjnie związany był ze szpitalem głównym Krankenbau. Posiadał jednak własny personel medyczny, rekrutujący się głównie z więźniarek żydowskich.

### Wydział VI – Szkolenie (Schulung)
Odgrywał najmniejszą rolę. Jego kierownikiem był adiutant obozu. Wydział zajmował się zawodowym i politycznym szkoleniem załogi SS-mańskiej, głównie wartowniczej, w skład której wchodzili Volksdeutsche analfabeci. Organizował także dla załogi imprezy kulturalno-oświatowe.

### Załoga wartownicza (SS-Totenkopfsturmbann)
Załoga wartownicza miała za zadanie strzec więźniów w obozie, w czasie pracy, w drodze do miejsca pracy i z powrotem. Eskortowała transporty więźniów odchodzące do innych obozów oraz podobozów. Członkowie załogi wartowniczej pełnili służbę na wieżach strażniczych, przy bramach, wokół ogrodzenia oraz w sieci posterunków zewnętrznych (Postenkette). Od 1942 mieli do pomocy psy. Uzbrojenie ich stanowiły pistolety maszynowe lub karabiny. Podoficerowie i oficerowie posiadali krótką broń.
Oddział wartowniczy nosił nazwę SS-Totenkopfsturmbann KL Stutthof i do końca czerwca 1944 dzielił się na 3 kompanie, których dowódcy podlegali bezpośrednio komendantowi obozu. Każda kompania liczyła po 145-150 SS-manów różnych stopni i dzieliła się na 3 plutony (Zug), a te na 3 drużyny (Gruppe).

### Zakłady gospodarcze (SS-Wirtschaftsbetriebe)
- Deutsche Ausrüstungswerke (DAW) – (niemieckie zakłady zbrojeniowe) utworzyły swą filię w Stutthofie 1 stycznia 1942 na bazie istniejących warsztatów. Były to warsztaty: krawiecki, kuśnierski, tkacki, szewski, rymarski, ślusarski, reperacji broni, reperacji rowerów.
- SS-Bauleitung Stutthof – zadaniem ich była rozbudowa obozu, aby mógł pomieścić 25 000 więźniów.
- Gut Werdershof – gospodarstwo liczące 360 morgów, przejęte w styczniu 1942 przez WAHA. Więźniów zatrudniano przy pracach polowych oraz w oborach, chlewni, stajni. Produkty rolne częściowo szły na potrzeby rolne obozu[5].

## Ewidencja i sposoby oznaczania więźniów
Osadzonych w obozie wpisywano do księgi ewidencyjnej, począwszy od numeru pierwszego. Księgi te, zwane Einlieferungsbuch, kontynuowano do 25 stycznia 1945. Nowo przybyłym zakładano kartotekę osobową, do której wpisywano dane personalne, datę i przyczynę osadzenia oraz informacje dotyczące zmian miejsca pobytu więźnia, np. przeniesienia do podobozu, pobyt w szpitalu obozowym.
Rejestrację więźniów przybywających do Stutthofu rozpoczęto od numeru 6600. Numery niższe otrzymali więźniowie osadzeni w podobozach w Granicznej Wsi (Zivilgefangenenlager Grenzdorf) i Gdańsku-Maćkowych, następnie więźniowie z Nowego Portu. Aresztowani z Gdyni oznaczeni byli numerami od 2000 do 5000. Listy transportowe i nakaz osadzenia więźnia w obozie były podstawą do założenia kartoteki obozowej oraz do wpisu w księdze ewidencyjnej obozu, prowadzonej według numerów Einlieferungsbuch. Do ksiąg wpisywano kategorię więźnia: polityczny, policyjny, zawodowy kryminalista, asocjalny, Żyd, badacz Pisma Świętego (Świadek Jehowy), wychowawczy i inne. Po raz pierwszy oznaczenia te zostały wprowadzone 24 kwietnia 1942, a od 7 maja tego roku używano pieczątek określających daną kategorię. W archiwum zachowało się pismo wydziału IV administracyjnego KL-Verwaltung z 6 lutego 1942 do Oranienburga w sprawie zaopatrzenia obozu w tkaninę potrzebną do wykonania oznaczeń dla więźniów. Od wiosny 1940 wydawano więźniom numery wypisane na kawałku kartonu o wymiarach 5 × 5 cm, które musieli nosić przy sobie. Do 1942 więzień nie był zobowiązany do naszywania numeru na ubraniu.
Od 1942 forma oznaczania zmieniła się. Odtąd numer obozowy był wydrukowany na kawałku białego płótna. Przed numerem znajdował się trójkąt zwany winklem, którego kolor oznaczał kategorię więźnia. Wszystkich więźniów zobowiązano do przyszycia nadanych im oznaczeń (winkiel i numer) na ubraniu z lewej strony (mężczyźni – na marynarce i lewej nogawce spodni u góry). W KL Stutthof nie tatuowano więźniów, nie stosowano również tzw. powtórnej numeracji więźniów (w przypadku np. śmierci więźnia).

## Warunki życia w obozie

### Warunki mieszkalne i sanitarno-higieniczne
Warunki życia od początku były bardzo ciężkie. Charakterystyczny dla tego terenu klimat morski z częstymi opadami i wiatrem znad morza przyczyniał się do zwiększonej zachorowalności. Ponadto zimą temperatura spadała do -20 stopni Celsjusza, zwykłe pasiaki nie wystarczały do zachowania ciepła, dlatego więźniowie spali blisko siebie.
Baraki mieszkalne stawiane na terenie podmokłym (1 m n.p.m.), chociaż budowane na palach drewnianych, nie zabezpieczały przed zimnem. Temperatura wewnątrz baraku zimą niewiele różniła się od temperatury powietrza. Baraki podzielone na izby o powierzchni około 50 m² nie były wyposażone w żaden sprzęt. Więźniowie spali na podłodze pokrytej cienką warstwą słomy, którą pod groźbą kary bicia nie wolno było się przykryć. Nie wolno też było palić w piecyku. Fatalną sytuację w barakach pogarszały dziurawe dachy. Rano więźniowie budzili się zmarznięci, a ci, którzy leżeli pod ścianą, byli narażeni na śmierć z wyziębienia. Ściany baraku w dzień pokrywały się szronem, ponieważ drzwi i okna były otwarte, a kiedy w nocy zamykano je, szron topniał i ściekał na podłogę.
W obozie znajdowała się tylko jedna latryna, w środku pomiędzy barakami wykopano dół i położono deskę. Do latryny wolno było chodzić ściśle wyznaczoną drogą. Latrynę oczyszczali księża i Żydzi – najgorzej traktowani więźniowie w obozie. Wobec braku wody, mydła, papieru toaletowego i ręczników więźniowie chodzili ciągle brudni i zawszeni. Musieli pracować i spać w tym, w czym ich przywieziono do obozu. Niemożność wyprania bielizny i jej zmiany, brak środków odkażających, brzytew, żyletek i nożyczek – wszystko to nie sprzyjało utrzymaniu higieny osobistej.

### Odzież
W latach 1939–1941 w obozie Stutthof nowo przybyłym więźniom nie wydawano żadnej odzieży. W tym okresie więźniowie chodzili we własnych ubraniach, w jakich zostali aresztowani. W odzieży tej więźniowie chodzili do pracy i spali. Nie było możliwości wyprania bielizny i ubrania, ani też jej zmiany. Przemoczona w czasie deszczu czy śniegu odzież schła na więźniu, ulegając szybkiemu zniszczeniu. Część więźniów zimą została bez butów. Władze obozu, nie mogąc im zapewnić nowego obuwia, zezwoliły lekarzowi na wystawianie specjalnych zaświadczeń, które w tym przypadku zwalniały od obowiązku pracy. Dopiero wiosną 1940 więźniowie mogli wymienić całkowicie zniszczone ubrania na takie, które jeszcze nadawały się do noszenia. Wydawano odzież po zmarłych, częściowo też z zapasów wojskowych. Pod koniec 1940 więźniom rzemieślnikom wydano robocze drelichy i drewniaki.
W okresie epidemii chorób zakaźnych odzież więzienną poddawano dezynfekcji. W latach 1942–1943, tj. do czasu wybudowania komory gazowej (w połowie 1943), rzeczy przewożono do odwszawialni w Nowym Porcie. Pomimo że w drugiej połowie 1944 do użytku na terenie Nowego Obozu zostały oddane komory dezynfekcyjne (odzież dezynfekował Otto Knott przy pomocy cyklonu B), korzystano nadal z usług zakładu dezynfekcyjnego w Nowym Porcie. Poza oficjalnymi akcjami odwszawiania, niektórzy z więźniów próbowali we własnym zakresie prać bieliznę w miejscach pracy, o ile istniały warunki, lub w umywalniach w barakach. Mokrą odzież chowano w nocy pod sienniki, a rano zakładano jeszcze wilgotną. Więźniowie nosili komplet odzieży obozowej do całkowitego zniszczenia.
Zmiany w zakresie ubioru więźniów nastąpiły po uzyskaniu przez Stutthof statusu obozu koncentracyjnego. W 1942 powołano oddział Häftlingsbekleidung zajmujący się zaopatrzeniem w ubrania, buty i narzędzia pracy. Wchodził on w skład wydziału IV administracyjno-gospodarczego. Wydział ten w sprawach gospodarczych podlegał SS-Sturmbannführerowi W. Burgerowi, szefowi Amt D IV – KL Verwaltung w Oranienburgu. KL Stutthof składał zamówienia do centrali, która odgrywała rolę dystrybutora, wysyłając odpowiednią ilość odzieży i butów do poszczególnych obozów koncentracyjnych. Szyciem odzieży obozowej i produkcją „holenderek” zajmowały się między innymi zakłady znajdujące się w obozach koncentracyjnych. Pasiaki tkano w KL Ravensbrück, KL Sachsenhausen, obuwie produkowały zakłady Gemeinschaft Schuhe w Stutthofie, w KL Dachau, KL Auschwitz i innych. Ponadto drewniaki produkowały fabryka obuwia w Zlinie (Czechy), firma prywatna Hesse Neumanna w Hamburgu, firma Bromberg, firma Georg Mayer Schuhgeschäft w Götzis i inne. W Stutthofie znajdował się oddział krawiecki przy warsztatach DAW, zajmujący się szyciem niewielkiej ilości pasiaków dla potrzeb własnych obozu.

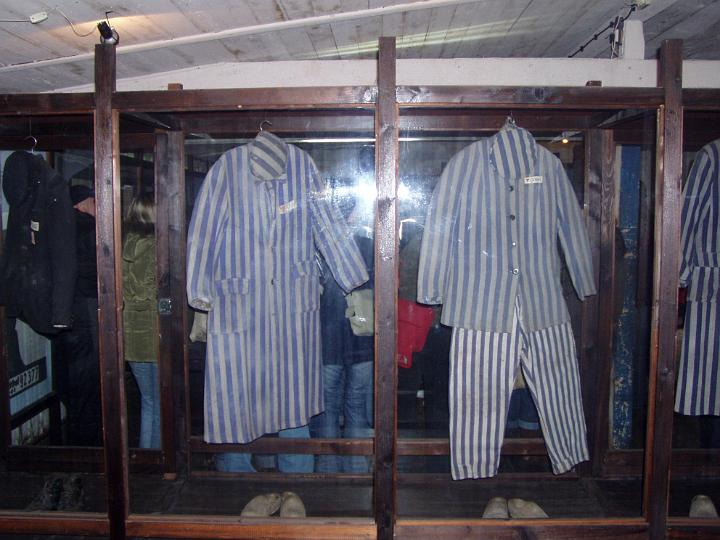
Pasiaki w KL Stutthof

Kiedy do obozu przybył w marcu 1942 pierwszy transport pasiaków, jako pierwsi zaczęli je nosić więźniowie zatrudnieni w warsztatach krawieckich przebywający w bloku V. Pasiaki wprowadzano stopniowo. Nowym więźniom w latach 1942–1945 wydawano w Bekleidungskammer pasiaki lub ubrania cywilne specjalnie oznakowane. Na marynarce na plecach i z boku na spodniach malowano czerwoną farbą olejną krzyż. Więźniowie popychani i bici przez SS-manów i funkcyjnych więźniów nie mogli dopasować ubrań i chodaków (nazywano je klumpami) do własnych rozmiarów, ani też wybrać względnie całej i czystej bielizny. Mężczyźni otrzymywali bieliznę, spodnie, marynarkę, skarpety lub onuce, beret i na nogi drewniaki. Podobny komplet wydawano kobietom. Pasiaki były wykonane z tkaniny o niskiej jakości w szaro-niebieskie pasy. Do 1943 więźniowie nie otrzymywali dodatkowej odzieży na zimę.
Największe trudności z zaopatrzeniem w odzież i drewniaki występowały od połowy 1944 do końca istnienia obozu. Więźniowie pracujący w zewnętrznych komandach nosili pasiaki, pozostali ubrania cywilne. Szczególnie uciążliwe dla więźniów były drewniaki, które źle dopasowane spadały z nóg i niejednokrotnie były przyczyną często występujących odmrożeń i ran, przeradzających się w niebezpieczne zapalenia i puchliny kończyn. Więźniowie przebywający w centralnym obozie mieli większe możliwości zdobycia ubrań i butów z istniejących na terenie Stutthofu zakładów i magazynów, w drodze wymiany, handlu lub samopomocy. Na większą skalę „organizowanie” rozpoczęło się pod koniec 1943, a nasiliło w 1944.
W obozie istniały rażące nierówności pomiędzy poszczególnymi grupami więźniów. Niektórzy funkcyjni chodzili w dobrze skrojonych ubraniach wykonanych z wysokogatunkowych tkanin, w skórzanych butach. Część więźniów w drodze wymiany, dzięki paczkom nadsyłanym z domów rodzinnych, organizowała sobie ciepłe swetry, skarpety, rękawice i czapki. Najgorzej odziane chodziły więźniarki żydowskie. W najlepszej sytuacji znajdowali się Norwegowie, którzy otrzymywali ciepłą odzież i obuwie z paczek wysyłanych przez Międzynarodowy Czerwony Krzyż.

### Żywność
Kuchnią obozową i magazynem żywnościowym kierował SS-Oberscharführer Erich Kuschel. Przydziały żywności dla obozu zatwierdzał Urząd Nadzoru Przemysłowego w Gdańsku. Po raz pierwszy dzienna norma żywieniowa dla więźniów została ustalona 1 sierpnia 1940. Była trzykrotnie zmieniana: 15 maja 1942, 28 kwietnia 1944 i 1 marca 1945. W latach 1940–1942 obejmowała około 1700–1800 kilokalorii na osobę, w latach 1942–1944 1500 i w 1945 1275 kilokalorii. Kuchnia przygotowywała posiłki według zapotrzebowania złożonego na podstawie meldunku Rapportabteilung. Dział odpowiedzialny za zaopatrzenie obozu w żywność (Verpflegung) od stycznia 1942 wchodził w skład wydziału IV administracyjno-gospodarczego.
Określona norma żywności dla więźniów miała być wydawana trzy razy dziennie i składać się z podstawowych produktów spożywczych, takich jak: chleb, margaryna, marmolada, kawa zbożowa, cukier, smalec, kartofle, warzywa i płatki zbożowe. W 1944 do jadłospisu włączono mleko w ilości ¼ litra raz w tygodniu, mięso i ser biały dwa razy w tygodniu. Więźniom pracującym ciężko i ponad normę przyznawano dodatkową żywność, tzw. zulagę składającą się z niewielkiej ilości chleba, margaryny i mięsa.
W praktyce ilość pożywienia wydawana więźniom nigdy nie była zgodna z ustaloną normą. Spośród produktów wymienionych w normach więzień nie otrzymywał mleka, mięsa i cukru do kawy oraz przypraw do zupy. Pozostałe artykuły żywnościowe wydawano w zmniejszonej ilości. Żywność kradli SS-mani, blokowi, sztubowi i ci, którzy z racji wykonywanej pracy mieli dostęp do magazynu żywnościowego i kuchni. Posiłki dla więźniów przygotowywano z produktów o niskiej jakości, które dodatkowo wpływały na obniżenie wartości kalorycznej. Więźniowie otrzymywali czerstwy chleb, wypiekany z najgorszej gatunkowo mąki, oraz namiastkę kawy bez cukru. Zupy gotowano z nieświeżych warzyw (kapusta, brukiew, marchew) i nadpsutych kartofli. Wydawane w ilościach ½-l litra dziennie miały tę jedyną zaletę, że były ciepłe. Krupnik lub grochówka, uchodzące za najlepsze zupy były rzadkością. Żywność wydawana w małych ilościach i o niskiej jakości nie zapewniała potrzebnej do pracy ilości kalorii. Dla mężczyzn ciężko pracujących zapotrzebowanie energetyczne wynosi przeciętnie około 4000 kcal na dobę, dla kobiet – 3200 kcal, dla młodzieży niepracującej w wieku 16–20 lat norma jest wyższa, dla chłopców wynosi 3700 kcal, dla dziewcząt – 2700 kcal. W rzeczywistości więźniowie w Stutthofie otrzymywali około 1000 do 1300 kcal na dobę.
Więźniowie narodowości żydowskiej otrzymywali jeszcze niższe normy żywności (ok. 150-200 g chleba, 10 g marmolady lub 20 g margaryny, ½ kawy czarnej rano i wieczorem, obiad 3/4 l zupy), których wartość kaloryczna nie przekraczała 1000 kcal. Żydzi byli grupą, którą więźniowie funkcyjni okradali najbardziej. Więźniowie otrzymujący paczki (Polacy, Norwegowie, Duńczycy) w miarę swoich możliwości usiłowali im pomóc.
Wszystkie posiłki więźniowie spożywali w blokach, z wyjątkiem początkowego okresu, kiedy obiad wydany bezpośrednio z kuchni jedli w pośpiechu na dworze. W barakach w Nowym Obozie wydzielone były jadalnie (stoły i ławy), w Obozie Żydowskim dla kobiet obiad wydawano przed blokami. Do jedzenia służyły miski, menażki, garnki, puszki po konserwach, których i tak nie starczało dla wszystkich. Łyżka była przedmiotem luksusowym. Brak naczyń powodował, że więźniowie musieli jeść w pośpiechu i wymieniać między sobą niezbędne przedmioty. Chleb dzielono w barakach, porcje na śniadanie przygotowywano już wieczorem. Więźniowie pilnowali, aby ta część, której nie przywłaszczyli sobie blokowy i jego pomocnicy, była idealnie równo podzielona. Chleb stanowił najwartościowszą część pożywienia, mimo że do jego produkcji używano najgorszej gatunkowo mąki z dodatkiem trocin. Dla niedożywionych, zmęczonych i chorych więźniów każdy okruch stanowił wysoką wartość. Aby sprawiedliwie podzielić chleb, niektórzy więźniowie wykonywali prymitywne wagi z patyków, na których ważono każdą porcję z osobna.
Poważnym problemem w obozie było zaspokojenie pragnienia. Oprócz oficjalnie wydawanej kawy i zupy, więzień praktycznie nie miał możliwości otrzymania dodatkowego napoju. Dla więźniów posiadających konto pieniężne dostępna była w kantynie woda mineralna. Pozostali ryzykowali zachorowanie na biegunkę pijąc wodę z kranów. Zimą rozpuszczano w miskach śnieg. Latem 1944, kiedy obóz nie mógł pomieścić wszystkich więźniów w barakach, władze odcięły dopływ wody do części żydowskiej. Kobiety zmuszone były do picia własnego moczu.
Ciągły niedobór żywności powodował wystąpienie objawów choroby głodowej. Jeśli więzień nie otrzymał w odpowiedniej chwili pomocy lub nie umiał sobie zorganizować dodatkowej żywności, po kilku miesiącach, obciążony dodatkowo ciężką pracą, umierał. W początkowej fazie choroby tzw. krypie lub marazmie próbowali się ratować. Poszukiwali żywności wszędzie, gdzie tylko to było możliwe. Nie zważając na śmiertelne zagrożenie ani bicie, wykradali jedzenie psom SS-mańskim, zadowalali się odpadkami ze śmietnika, próbowali jeść najróżniejsze korzenie, grzyby, rośliny, owady, a nawet klej stolarski czy glinę. Zdarzały się przypadki śmiertelnego zatrucia po spożyciu nieznanych roślin.
Boleśnie odczuwany głód oraz walka o przetrwanie i uratowanie życia spowodowały, że w Stutthofie miały miejsce nieliczne przypadki kanibalizmu. Była to skrajna forma zaspokojenia głodu, występująca w Stutthofie jedynie sporadycznie.

## Ewakuacja

### Ewakuacja lądowa
Plan ewakuacji Stutthofu zaczęto opracowywać jesienią 1944. 12 stycznia 1945 rozpoczęła się zimowa ofensywa Armii Radzieckiej. Duża szybkość posuwania się wojsk radzieckich zmusiła władze niemieckie do rozpoczęcia pospiesznej ewakuacji Pomorza Gdańskiego. W dniach 23–24 stycznia wojska radzieckie zbliżyły się do Elbląga i Malborka. Od Stutthofu dzieliła je odległość 40–50 km. Bezpośredni rozkaz ewakuacji więźniów wydał komendant obozu Paul Werner Hoppe. Rozkaz ten, Einsatzbefehl nr 3, datowany 25 stycznia 1945 o godzinie 5, zarządzał rozpoczęcie ewakuacji jeszcze tego samego dnia o godzinie 6.
Eskorta każdej z kolumn męskich miała składać się z dowódcy-podoficera SS oraz 40 SS-manów, mających dwa karabiny maszynowe, poza tym uzbrojonych w pistolety maszynowe i granaty. Kolumny kobiece miały być eskortowane przez 15 SS-manów i nadzorczynie SS pod dowództwem podoficera SS. Nadzór nad eskortą kolumn mieli pełnić SS-Hauptsturmführer Haufschild oraz SS-Hauptsturmführer Tschesny. Podlegali oni rozkazom kierownika ewakuacji Meyera. Dowódcą wszystkich SS-manów stanowiących eskortę został SS-Hauptsturmführer Richard Reddig. Ponadto ewakuację miały ubezpieczać dodatkowe grupy SS-manów z psami. Opiekę sanitarną nad więźniami w kolumnach miał sprawować jeden lekarz-więzień z dwoma sanitariuszami. Natomiast odpowiedzialnym za opiekę sanitarną nad całością ewakuacji został dr Heinrich Plaza, mający do pomocy sanitariuszy SS.
25 stycznia o godzinie 4 rano wszystkich więźniów zgromadzono na placu apelowym. Przeznaczonych do ewakuacji ustawiono w kolumny marszowe, nie zachowano jednak planowanej liczebności kolumn. Formując kolumny, wyznaczano do nich więźniów z poszczególnych bloków. Łącznie na trasę tragicznego marszu śmierci wyszło ponad 11 000 osób. Kolumny więźniów przebywały codziennie ponad 20 km, brnąc w głębokim śniegu, przy temperaturze –20 °C. Nawet ci więźniowie, którzy wyszli z obozu w stosunkowo dobrej kondycji fizycznej, nie byli w stanie sprostać trudom marszu. Trasa marszu przebiegała od Stutthofu w kierunku zachodnim przez miejscowości: Mikoszewo (przeprawa na Wiśle), Świbno, Cedry Małe, Cedry Wielkie, Pruszcz Gdański, Kolbudy, Łapino, Niestępowo, Żukowo, Przodkowo, Pomieczyno. Na tym odcinku trasy marszu poszczególnych kolumn pokrywały się, wybierano tylko inne miejsca postojowe. Ostatnią z wymienionych miejscowości kolumny osiągnęły około 1 lutego. Trasa ich marszu trwała 11 dni, w czasie których przemaszerowały 120–170 km. Doszły na miejsce w stanie zmniejszonym łącznie do około 7000 osób. Z brakujących 4000, połowa to udane ucieczki z trasy marszu i miejsc postojowych, pozostała część to ofiary pierwszej fazy ewakuacji, zmarłe z wycieńczenia, chłodu i od okrutnego traktowania strażników. Dane te są szacunkowe, w czasie ewakuacji nie prowadzono ewidencji zmarłych. Około 2140 osób zostało pochowanych na Cmentarzach Ofiar Marszu Śmierci w Nawczu, Rybnie i Krępie Kaszubskiej, pozostałe ofiary w zbiorowych mogiłach w Pucku, Wejherowie, Luzinie, Strzepczu, Żukowie, Niestępowie, Pręgowie, Miszewie, Przodkowie, Pomieczynie, Strzepczu, Łebnie, Łęczycach, Ciechomiu, Kostkowie, Lęborku oraz w innych, często nieznanych miejscach.

### Sytuacja w obozie w okresie od 26 stycznia do 23 kwietnia 1945
Wymarsz ponad 11 000 więźniów i części załogi SS na trasę ewakuacji pogłębił istniejącą już wcześniej wewnętrzną dezorganizację i ogólny chaos w obozie. Opuściła go znaczna część więźniów zatrudnionych w administracji, służbie sanitarnej, magazynach i warsztatach, co wywołało poważne zakłócenia w funkcjonowaniu obozu.
30 stycznia stan obozu przedstawiał się następująco: 6922 więźniów (głównie kobiet) w Obozie Żydowskim, 271 kobiet i 71 mężczyzn w Starym Obozie, 1031 więźniów w szpitalach obozowych, 2958 mężczyzn w Nowym Obozie.
W marcu obóz był kilkakrotnie bombardowany przez lotnictwo radzieckie, Niemcy bowiem zgromadzili na jego terenie i w pobliżu sporo wojska, ciężki sprzęt i wyposażenie wojskowe. W związku z tym popędzono więźniów do prac przy budowie w lesie kilku dużych schronów ziemnych dla załogi SS oraz sztabu jednostki Wehrmachtu stacjonującej w pobliżu obozu. Od bombardowań ucierpieli zarówno więźniowie, jak i cywilna ludność przebywająca w barakach obozowych.

### Ewakuacja morska

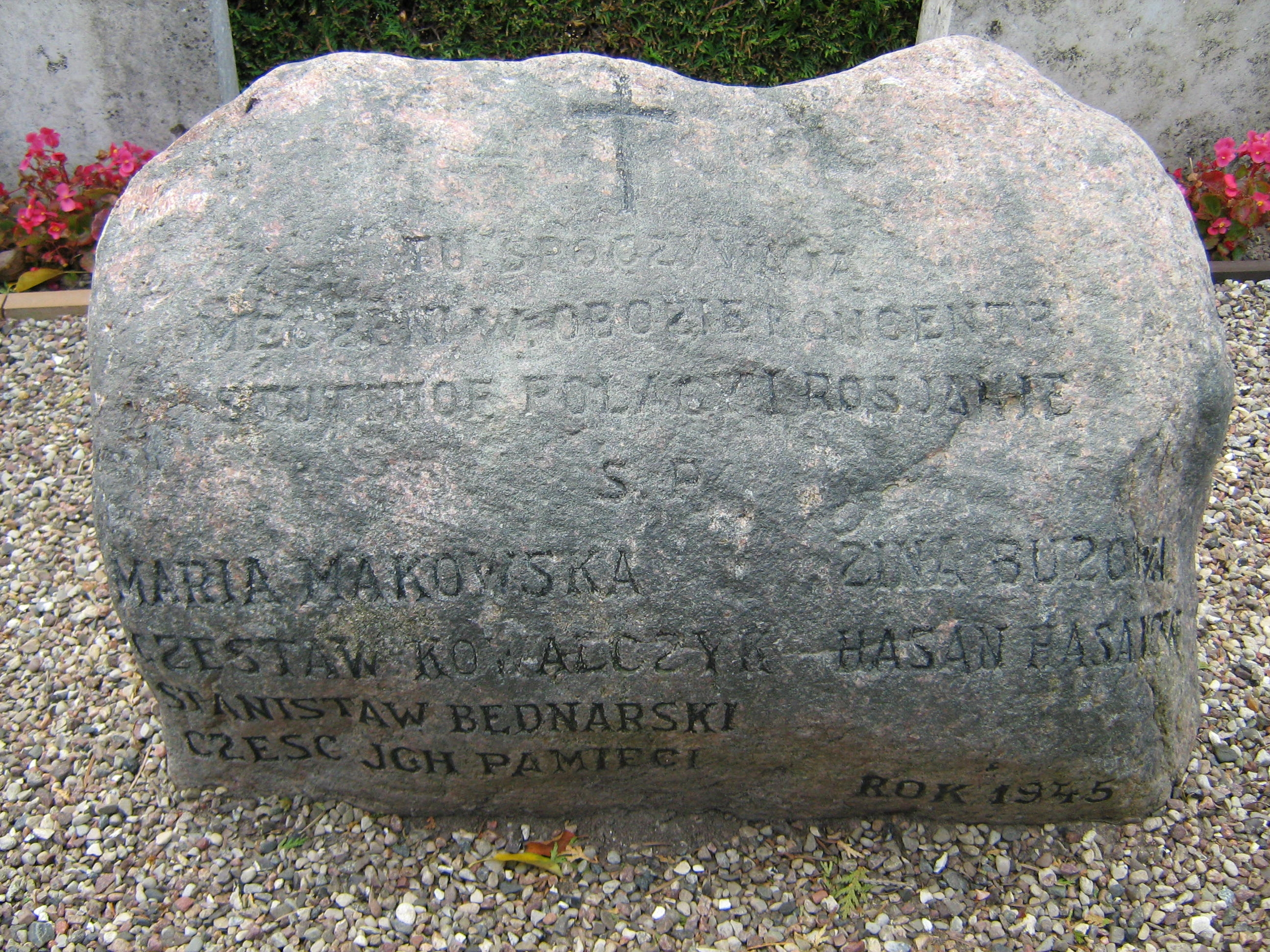
Kamień pamiątkowy we wsi Magleby w Danii

Ponieważ rejon Żuław Wiślanych był już otoczony przez wojska radzieckie, więźniów można było ewakuować jedynie drogą morską. Władze obozu przewidziały trzy etapy ewakuacji. W pierwszym – więźniowie mieli dotrzeć pieszo lub kolejką do ujścia Wisły w rejonie Mikoszewa i Świbna, w drugim mieli być przewiezieni na Mierzeję Helską, w trzecim etapie umieszczeni na barkach i skierowani drogą morską do III Rzeszy.
25 kwietnia odbył się o godzinie 10 apel, podczas którego zaniechano przeliczenia więźniów. Nie sporządzono też ewidencji ewakuowanych. Obóz opuściło około 3300 osób. Więźniom wydano prowiant: pół bochenka chleba, ćwiartkę margaryny i kawałek suchej wędliny. Następnie podzielono ich na dwie grupy, pierwszą popędzono pieszo, drugą przewieziono kolejką do Mikoszewa (niem. Nickelswalde). Obydwie grupy zatrzymano na polanie u ujścia Wisły, gdzie przez noc i następny dzień oczekiwały na dalszy transport. Przed ewakuacją SS-mani strzelali do Żydówek.

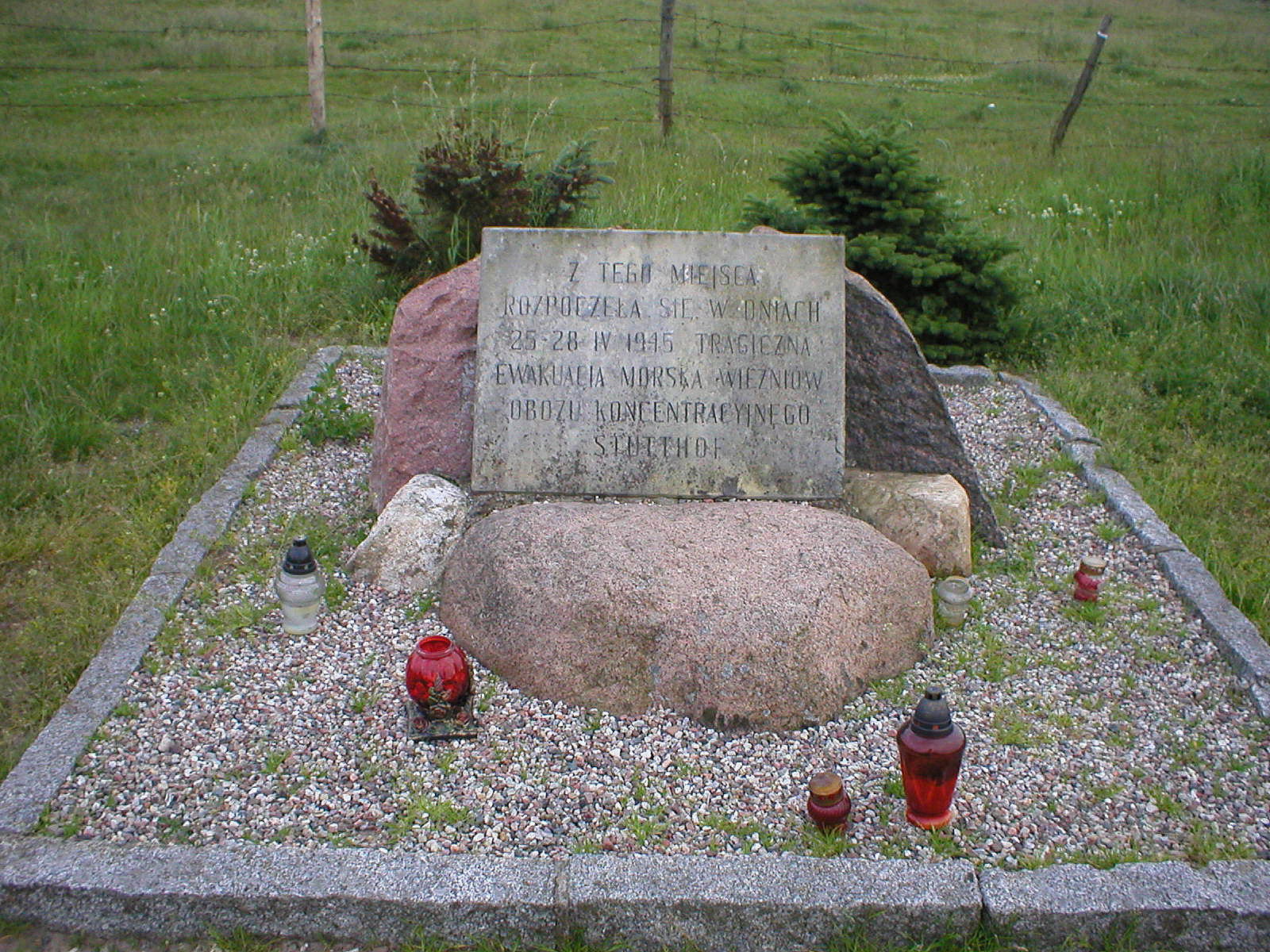
Tablica pamiątkowa w Mikoszewie, skąd rozpoczęła się ewakuacja morska więźniów obozu centralnego

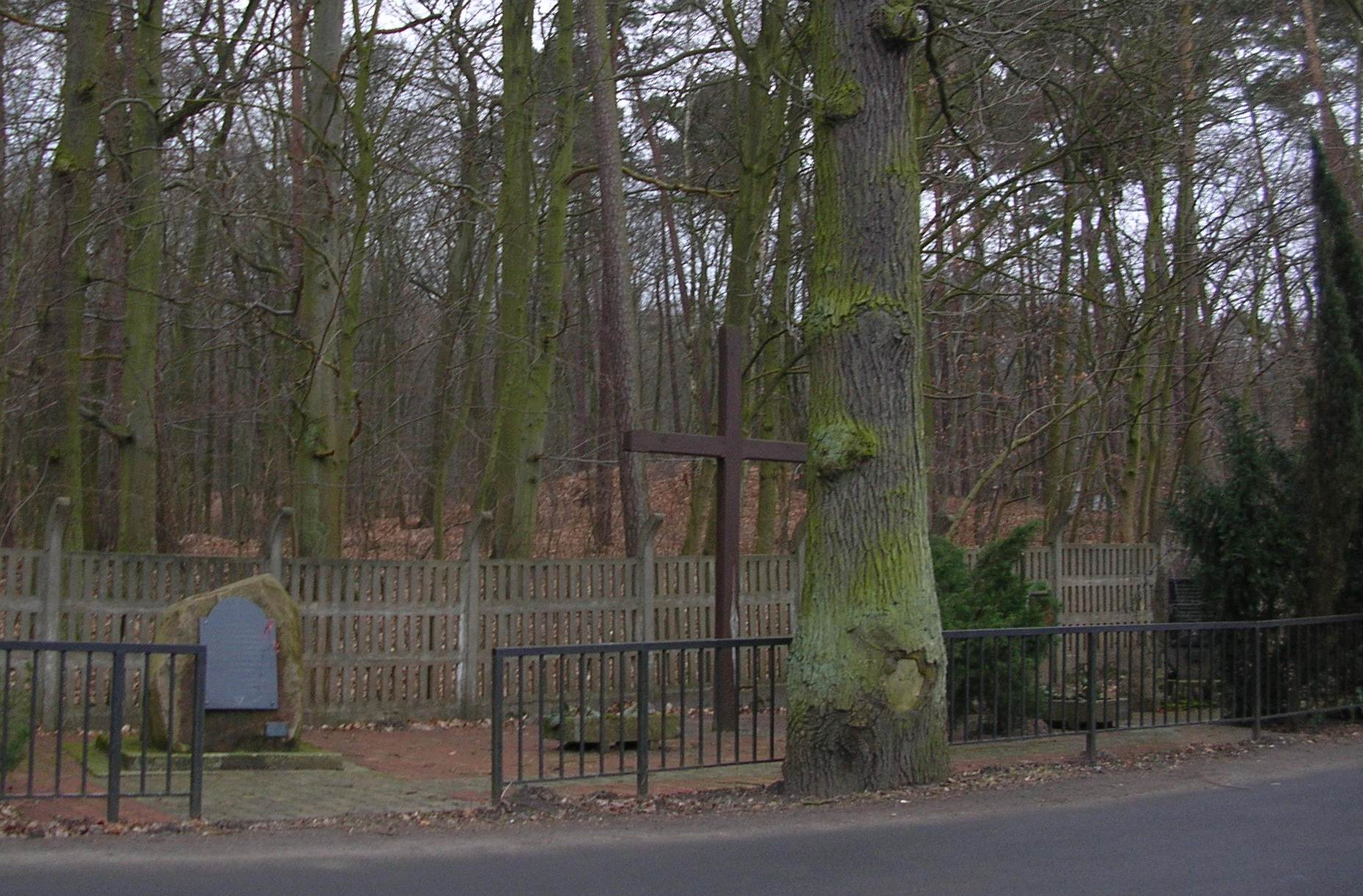
Police – Mścięcino: pomnik ku czci robotników z Polski, Belgii, Czech, Francji, Holandii, Litwy, Rosji, Włoch i Słowacji zamęczonych pracą w Policach w czasie II wojny światowej

27 kwietnia z Helu wypłynęły cztery barki: „Wolfgang” (ok. 1000 osób, w tym przewaga Norwegów, Duńczycy, Finowie, Litwini, Polacy, Niemcy i Żydzi), „Vaterland” (ok. 1000 osób, większość Polaków, również kobiet z małymi dziećmi i Żydów, a także Łotysze, Rosjanie, Niemcy), trzecia barka o nieustalonej nazwie (około 600 osób: Polacy, Rosjanie i Żydzi) i czwarta barka z żółtą flagą tzw. „kwarantannowa” (500 osób: Żydzi i Ukraińcy). Barki rzeczne nie były przystosowane do podróży pełnomorskiej i przewozu ludzi. Posiadały ładownie, składające się z kilku komór przegrodzonych żelaznymi ścianami. Komory (szer. 5 m, dł. 8 m, wys. 3 m) wyścielone były jedynie przegniłą słomą. Więźniów upchano w ładowniach pod pokładem, gdzie przebywali bez dostępu świeżego powietrza i światła.
Drogą morską z KL Stutthof ewakuowano, łącznie z podobozem w Gdyni, około 5000 więźniów. Obóz macierzysty 25 i 27 kwietnia opuściło około 4400 osób. Liczba ofiar ewakuacji wyniosła prawie 50 procent. Więźniowie, ze względu na ogromną śmiertelność i okoliczności zagrażające w każdej chwili życiu, nazwali barki, na których płynęli, „barkami śmierci”.

### Masakra w Palmnicken

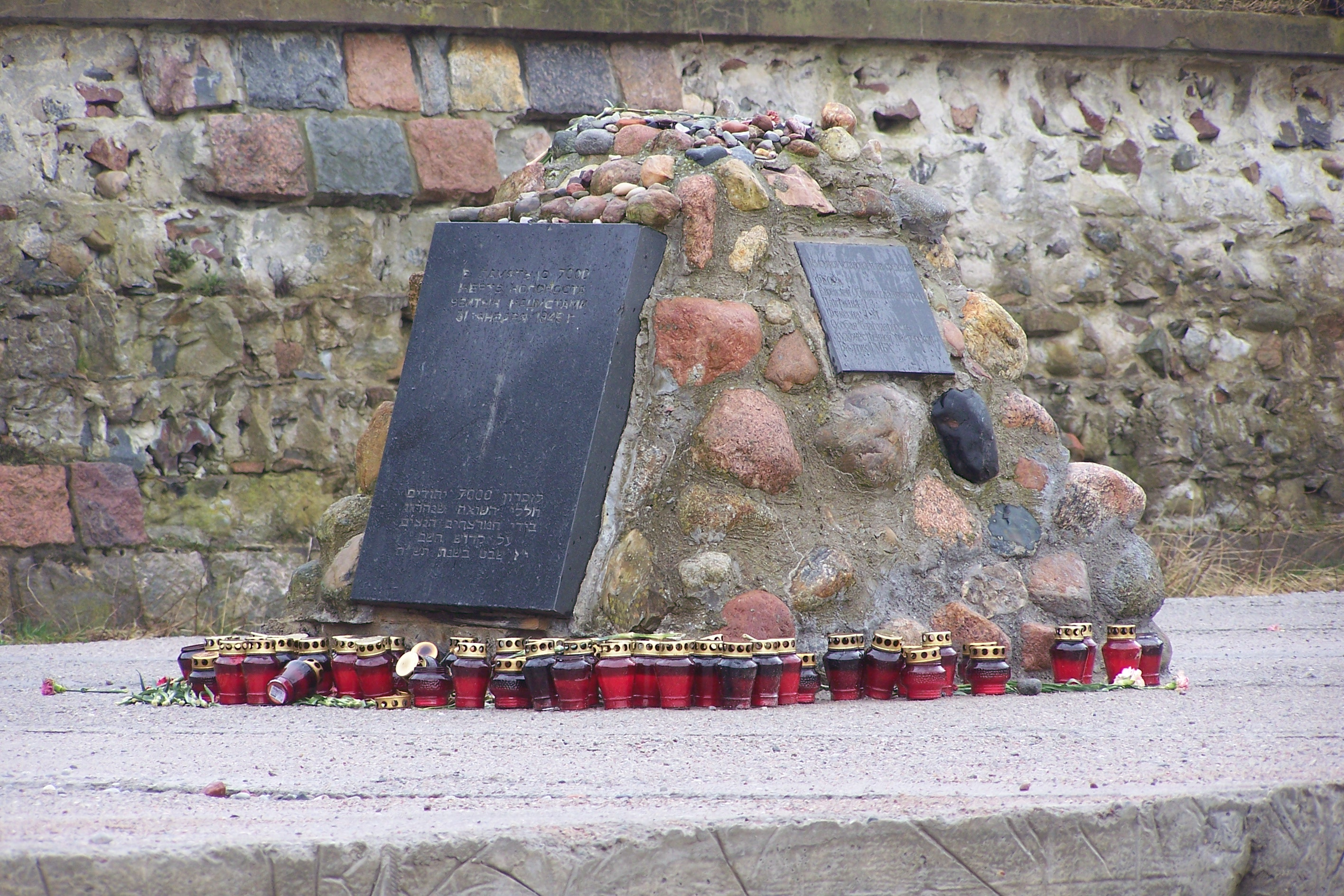
Tablica pamiątkowa w Jantarnym

Więźniarki podobozów skierowano na północ. W Palmnicken (dziś Jantarnyj) Niemcy zamordowali na plaży ok. 3000 kobiet.

## Wyzwolenie
170 Dywizja Strzelecka pułkownika Siemiona Cyplenkowa z radzieckiej 48. Armii 3. Frontu Białoruskiego wkroczyła na teren obozu 9 maja 1945. W momencie wyzwolenia w obozie pozostało około 100 więźniów, którzy nie zostali ewakuowani, a także kilkanaście tysięcy osób ewakuowanych na teren obozu z Prus Wschodnich i Pomorza.

## Więźniowie i ofiary
Liczbę więźniów ocenia się na około 110–127 tysięcy osób pochodzących z 28 krajów, w tym 49 tysięcy kobiet i dzieci.
Wśród więźniów najliczniejszą grupą narodowościową byli Żydzi (około 50 tysięcy). Natomiast największe grupy państwowe stanowili Polacy, obywatele Związku Radzieckiego, Węgrzy i Niemcy. Więźniami były także osoby z wielu innych krajów – głównie północnej Europy. Przybywały też transporty Romów. Do Stutthofu w specjalnych transportach trafiali także katoliccy księża z Gdańska i innych okolicznych miast. Niewielką grupę około 100 osób stanowili także Badacze Pisma Świętego (Świadkowie Jehowy). W KL Stutthof osadzono też rodziny zamachowców z nieudanego zamachu z 20 lipca 1944 na Adolfa Hitlera (m.in. rodzinę von Stauffenberga).

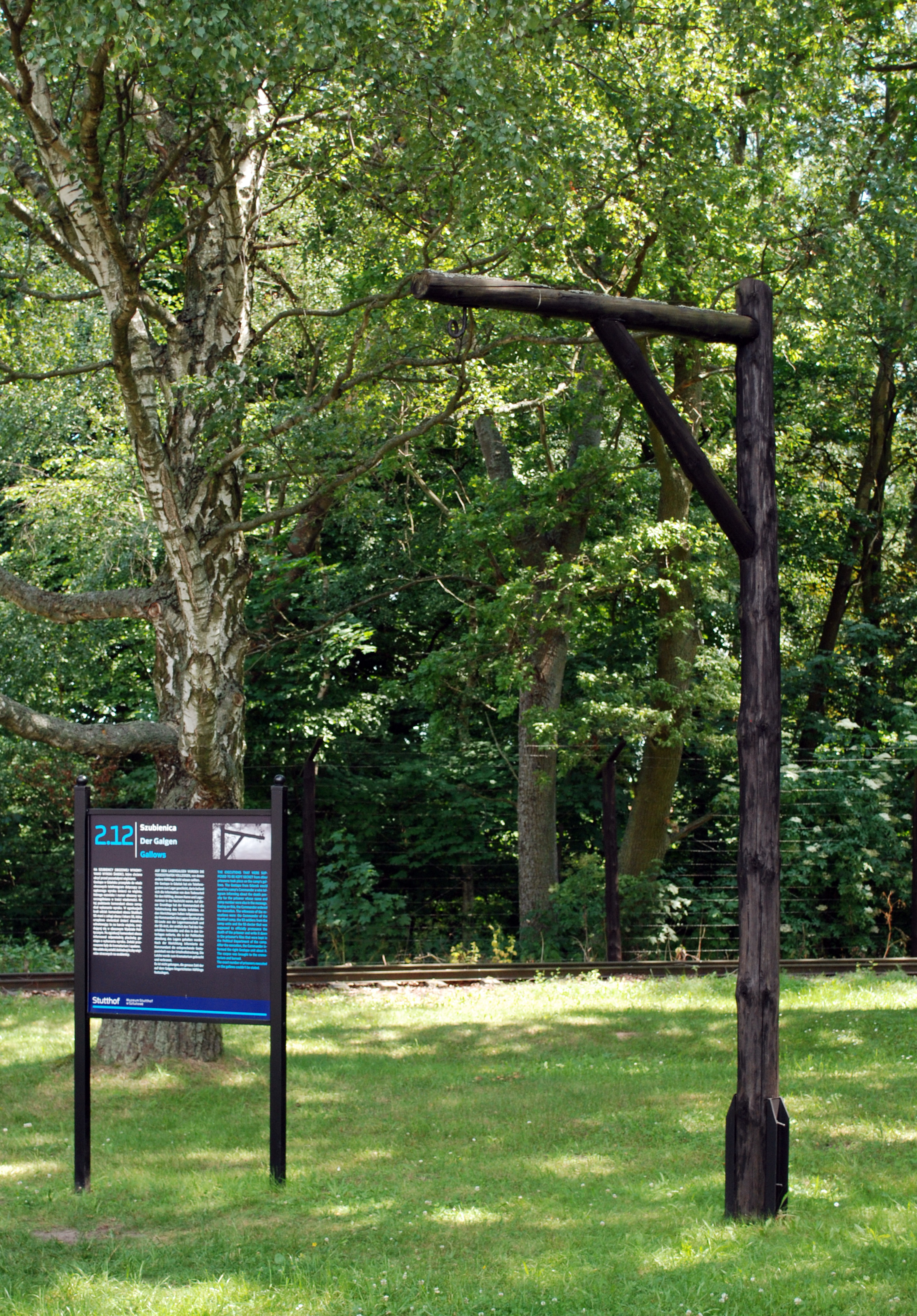
Szubienica

Część więźniów pracowała w samym Stutthofie, część była kierowana do licznych podobozów. Liczbę ofiar ocenia się na około 65 tysięcy. Zdarzały się zwolnienia ludzi z obozu (dotyczyło to zwłaszcza tzw. więźniów wychowawczych, kierowanych do obozu na pobyt czasowy). Sporadycznie zdarzały się również próby ucieczek, z których większość kończyła się niepowodzeniem.

### Podobozy
Stutthof stał na czele silnie rozbudowanego systemu podobozów i komand zewnętrznych, których liczba – w zależności od przyjętych kryteriów – waha się od około czterdziestu do ok. stu dziesięciu. Więźniowie pracowali niewolniczo na rzecz niemieckich firm (m.in. Deutsche Ausrüstungswerke (DAW), Focke-Wulff, Gerhard Eppe). Najważniejsze z nich mieściły się w Toruniu i w Elblągu. Mniejsze m.in. w Przebrnie.
W czerwcu 1944 powstał podobóz koncentracyjny Stutthof Konzentrazionslager Stutthof – Aussenlager Pölitz (Außenlager Pölitz bei Stettin) w Policach, który był jednym z kilkunastu obozów obsługujących fabrykę benzyny syntetycznej Hydrierwerke Pölitz – Aktiengesellschaft.

## Kalendarium najważniejszych wydarzeń

### Rok 1939
- 2 września – do Stutthofu z obozu mieszczącego się w Victoriaschule przewieziono ok. 150 więźniów z Gdańska. Kierownikiem obozu w Stutthofie został SS-Obersturmführer Erich Gust, podległy komendantowi wszystkich obozów przejściowych, SS-Sturmbannführerowi Maxowi Pauly’emu.
- 3 września – rozpoczęcie budowy właściwego obozu w Stutthofie. Na teren przyszłego obozu przywieziono grupę około 100 gdańskich księży.
- 17 września – do Stutthofu przywieziono grupę pierwszych więźniów żydowskich, aresztowanych na ulicach Gdańska i Gdyni. Przez cały wrzesień powstawał podobóz Maćkowy (Aussenstelle Matzkau); więźniów zatrudniono przy budowie koszar SS.
- październik – w Stutthofie rozstrzelano 10 więźniów w odwet za ucieczkę dwóch innych.
- 1 grudnia – komendantem obozu, który otrzymał jesienią 1939 nazwę Obozu Jeńców Cywilnych Stutthof (Zivilgefangenenlager Stutthof), został SS-Hauptsturmführer Franz Christofel.

### Rok 1940
- 22 marca – w lesie w pobliżu obozu rozstrzelano 67 osób.
- 1 kwietnia – obóz w Stutthofie stał się obozem centralnym; komendantem obozu został Max Pauly; KL Stutthof zaliczono do grupy obozów przejściowych (Durchgangslager).
- 19 kwietnia – więźniowie zatrudnieni zostali przy budowie cegielni; w obozie centralnym ukończono budowę baraków w drugiej części Starego Obozu; powstały izba szpitalna, warsztaty obozowe, magazyn depozytów więźniów, pomieszczenia mieszkalne.
- 6 maja – w Stutthofie rozpoczęto budowę gmachu komendantury.
- połowa 1940 – w obozie osadzono pierwsze kobiety; umieszczono je w bloku nr 1 w Starym Obozie.
- 9 lipca – udanej ucieczki ze Stutthofu dokonał więzień Marcjan Czarnecki.
- koniec 1940 – Stutthof liczył około 1800–2000 więźniów. Na przełomie lat 1940–1941 na terenie obozu rozpoczęto budowę wartowni SS, garaży, psiarni obozowej, willi komendanta.

### Rok 1941
- wiosna – w związku z budową willi komendanta Maxa Pauly’ego założono podobóz Stutthofu w Gdyni-Orłowie.
- 1 października – zmiana nazwy obozu na Obóz Specjalny Stutthof (Sonderlager Stutthof); Stutthof wraz z załogą podporządkowany został Gestapo w Gdańsku.
- 23 listopada – obóz wizytował reichsführer-SS Heinrich Himmler.
- 19 grudnia – Himmler zarządza rozbudowę obozu Stutthof w związku z planami osadzenia w nim 20 000 Rosjan.

### Rok 1942
- 7 stycznia – Stutthof został przejęty przez Inspektorat Obozów Koncentracyjnych w Oranienburgu.
- 8 stycznia – odbyła się lustracja obozu przez przedstawicieli Głównego Urzędu Budżetu i Budów SS, Głównego Urzędu Administracji i Gospodarki, Nadokręgu SS „Wisła”, wyższego dowódcy SS i policji w Gdańsku.
- 29 stycznia – obóz Stutthof zaliczono do obozów koncentracyjnych I stopnia (Stufe I).
- 20 lutego – obóz koncentracyjny Stutthof oddany został do dyspozycji RSHA.
- 29 maja – do Stutthofu dotarł piec krematoryjny opalany olejem.
- 3 lipca – ze Stutthofu zwolniono 58 więźniów (7 kobiet oraz 51 mężczyzn)
- 17 lipca – z obozu zwolniono 32 więźniów (16 kobiet i 16 mężczyzn).
- 1 września – komendantem KL Stutthof został SS-Hauptsturmführer Paul Werner Hoppe.
- 1942–1943 – powstał tzw. Nowy Obóz. Wybudowano 30 nowych baraków, w tym 10 przeznaczonych na warsztaty DAW, jeden na kantynę dla więźniów, jeden na kwarantannę oraz jeden na tymczasową kuchnię obozową. Berlińska firma Kori zbudowała 2 piece murowane dla krematorium.

### Rok 1943
- styczeń – w związku z ucieczką jednego więźnia w Stutthofie zarządzono apel trwający 24 godziny.
- 1 lutego – w Stutthofie uruchomiono warsztat DAW (Gewehrkommando).
- 9 kwietnia – druga wizyta Alberta Forstera w Stutthofie.
- kwiecień – wybuch epidemii tyfusu w KL Stutthof.
- 1 czerwca – rozpoczęto zasiedlanie Nowego Obozu; więźniów policyjnych przeniesiono do bloku nr V w Nowym Obozie; blok nr V w Starym Obozie zamieniono na szpital obozowy.
- 21 września – w obozie centralnym wybudowano komorę gazową.

### Rok 1944

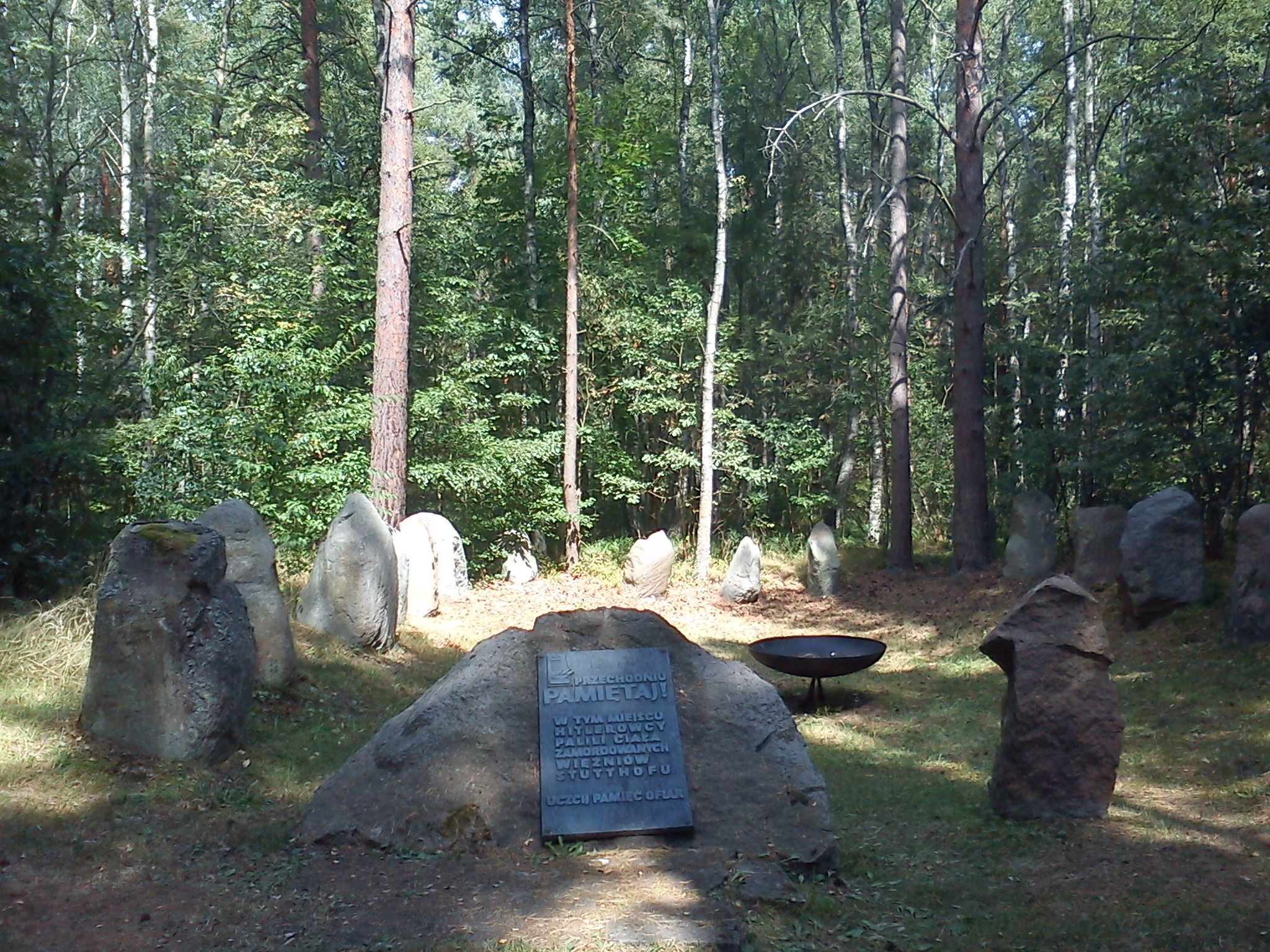
Tablica upamiętniająca miejsce stosu całopalnego, wykorzystanego do spalania zwłok podczas epidemii tyfusu na przełomie 1944 i 1945

- 9 stycznia – więźniów norweskich przeniesiono do obozu specjalnego, zwanego Germanenlager.
- 31 stycznia – liczba zgonów w styczniu wynosiła 296 więźniów.
- 31 marca – liczba zgonów w marcu wyniosła 363 więźniów.
- 19 czerwca – więźniów zatrudniono przy budowie fabryki benzyny.
- 29 czerwca – do Stutthofu przybył transport 2502 Żydówek węgierskich z KL Auschwitz.
- lato – więźniów zatrudniono w tartaku przy obsłudze maszyn.
- 7 lipca – więźniów zatrudniono przy pracach na terenie lotniska wojskowego.
- 15 lipca – więźniów zatrudniono w fabryce dynamitu Brahnau.
- lipiec – w zachodniej części KL Stutthof powstał Obóz specjalny (Sonderlager); KL Stutthof włączono w system obozów koncentracyjnych, realizujących akcję ostatecznego rozwiązania kwestii żydowskiej; do uśmiercania ludzi zaczęto używać komory gazowej.
- 13 września – powstał podobóz Stutthofu w Bydgoszczy (Außenarbeitslager Bromberg-Ost); więźniów zatrudniono przy przeładunkach na stacji kolejowej Bydgoszcz Wschód.
- 20 września – powstał podobóz Stutthofu Elbląg Stocznia (Außenarbeitslager Schichau-Werft Elbing); więźniów zatrudniono przy budowie łodzi podwodnych.
- listopad – w Stutthofie wybuchła epidemia tyfusu.
- 3–4 grudnia – spalił się drewniany barak krematorium, znajdujący się w obozie centralnym.
- 26 grudnia – w drugi dzień Bożego Narodzenia na szubienicy postawionej obok choinki powieszono Polaka za sabotaż przy pracy.
- 26 grudnia – zaczęło funkcjonować odbudowane krematorium.
- 29 grudnia – tego dnia odnotowano 3314 zgonów za grudzień.

### Rok 1945
- 12 stycznia – do Stutthofu przybył ostatni większy transport ok. 150 osób z Bydgoszczy.
- 25 stycznia – komendant obozu P.W. Hoppe wydał rozkaz specjalny (Einsatzbefehl nr 3) o ewakuacji obozu. Rozpoczęto pierwszy etap ewakuacji obozu – ewakuację pieszą, tzw. marsz śmierci. Z obozu centralnego na trasę ewakuacyjną wyszło około 11 600 więźniów.
- 30 stycznia – stan dzienny obozu wynosił 33 948 więźniów, w tym na terenie Stutthofu przebywało 11 863 więźniów, a w podobozach 22 085.
- 4 kwietnia – Stutthof opuścił komendant P.W. Hoppe wraz z całą załogą. Kierownictwo obozu przejął SS-Hauptsturmführer Paul Ehle.
- 25 kwietnia – początek ewakuacji drogą morską; ewakuacja objęła około 3300 więźniów; w obozie spalono 7 baraków żydowskich; transport ten realizowany barkami dotarł do Zat. Lubeckiej, gdzie więźniów umieszczono (wraz z więźniami KL Neuengamme, m.in. na trzech statkach „Cap Arcona”, „Thielbeck” i „Athen”).
- 27 kwietnia – ze Stutthofu ewakuowano ostatnią grupę więźniów, około 1000 osób, z której w Mikoszewie rozstrzelano 70 chorych. Obóz w Stutthofie przestał faktycznie funkcjonować.
- 30 kwietnia – Paul Ehle wraz z załogą opuścił obóz.
- 3 maja – atak lotniczy samolotów brytyjskich na niemieckie statki cumujące w Zat. Lubeckiej; w jego wyniku zostały zatopione „Cap Arcona” i „Thielbeck”, zginęło prawie 7 tys. więźniów z obozów Neuengamme i Stutthof[12].
- 9 maja – do Stutthofu wkroczyły oddziały wojsk radzieckich[13].

## Dzieje powojenne

### Procesy załogi Stutthofu
Stutthof nie znalazł się w akcie oskarżenia w czasie procesów norymberskich. W okresie od 25 kwietnia do 31 maja 1946 w Gdańsku odbyła się jednak seria czterech procesów prowadzonych przez władze polskie i radzieckie, w których sądzono 85 członków załogi obozu, łącznie z komendantem i obozowymi kapo. Zapadło kilkanaście wyroków śmierci i kary od kilku miesięcy więzienia do dożywocia.
Pierwszy proces odbył się przed Specjalnym Sądem Karnym w Gdańsku w dniach od 25 kwietnia do 1 czerwca 1946. Na ławie oskarżonych zasiedli:
- jeden esesman,
- sześć nadzorczyń,
- ośmiu więźniów funkcyjnych.

Sąd wydał następujące wyroki:
- SS-Oberscharführer Johann Pauls oraz nadzorczynie Wanda Klaff, Gerda Steinhoff, Elisabeth Becker, Ewa Paradies i Jenny Barkmann zostali skazani na karę śmierci.
- więźniowie funkcyjni, posłuszni SS-manom w dziele mordu: Józef Reiter, Wacław Kozłowski, Franciszek Szopiński, Tadeusz Kopczyński i Jan Breit również otrzymali wyroki śmierci.

Wyroki te wykonano publicznie na Biskupiej Górce w Gdańsku 4 lipca 1946. Ponadto w procesie tym zostali skazani: nadzorczyni Erna Beilhardt na 5 lat i sztubowy Kazimierz Kowalski na 3 lata więzienia.

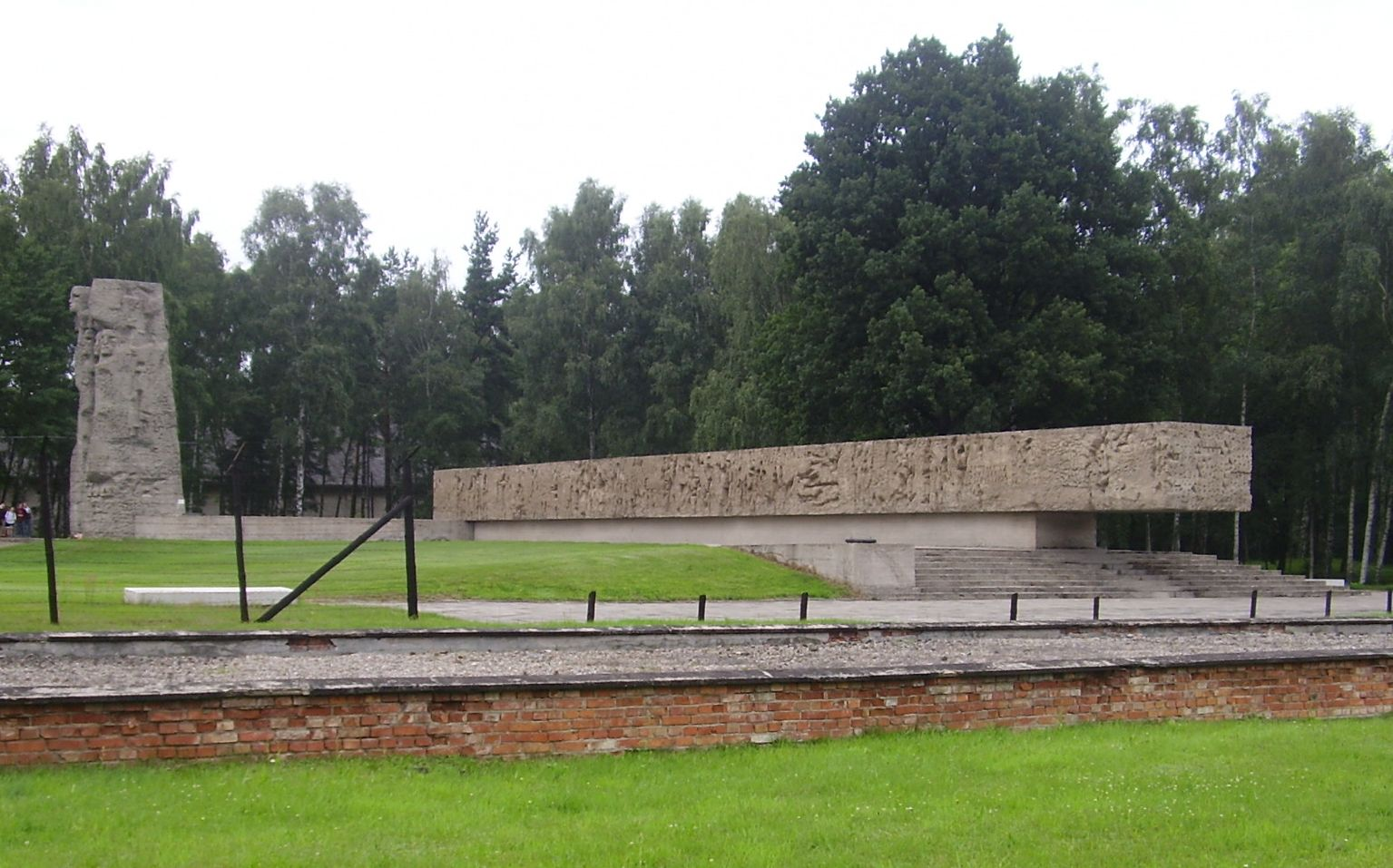
Pomnik Walki i Męczeństwa, według projektu rzeźbiarza Wiktora Tołkina, odsłonięty 12 maja 1968

Kolejny proces odbył się w Gdańsku przed Sądem Okręgowym w dniach od 8 do 31 października 1947. Sądzono 24 SS-manów i jednego więźnia funkcyjnego. W jego wyniku kierownika III Wydziału SS-Hauptsturmführera Teodora Meyera, komendanta obozu żydowskiego SS-Oberscharführera Ewalda Fotha, SS-Oberscharführera Alberta Paulitza, SS-Unterscharführera Fritza Petersa, SS-Oberscharführera Hansa Racha, SS-Rottenführera Karla Zurella, SS-Unterscharführera Kurta Dietricha, SS-Rottenführera Karla Eggerta, SS-Rottenführera Paula Wellnitza i kapo Alfreda Nickolaysena skazano na karę śmierci. Wyroki te zostały wykonane.
W procesach zbrodniarzy obozowych sądzonych było łącznie 72 SS-manów i 6 nadzorczyń – to tylko część z liczącej około 2000 ludzi załogi SS pracującej w obozie.

### Muzeum Stutthof
Na terenie obozu w miejscowości Sztutowo znajduje się powstałe w 1962 Państwowe Muzeum Stutthof, obejmujące zachowaną część budynków i wyposażenia.